# Liste der Reichstagsabgeordneten des Deutschen Kaiserreichs (4. Wahlperiode)

## Legislaturperiode
Die Reichstagswahl 1878 war die Wahl zum 4. Deutschen Reichstag und fand am 30. Juli 1878 statt. Die Legislaturperiode dauerte bis 1881.

## Fraktionen
- Deutschkonservative Partei 49
- Deutsche Reichspartei 50 (+6 Hospitanten)
- Nationalliberale 97
- Deutsche Fortschrittspartei 23 (+3 Hospitanten)
- Zentrumspartei 93 (+10 Hospitanten meist von der Deutsch-Hannoverschen Partei)
- Sozialdemokraten 9
- Polen 14
- bei keiner Fraktion 33

Sitze 397

## Präsidium
- Präsident: Max von Forckenbeck
- 1. Vizepräsident: Franz August Schenk von Stauffenberg
- 2. Vizepräsident: Hermann zu Hohenlohe-Langenburg
- Schriftführer: Carl Gustav Thilo, Wilhelm Blum, Conrad von Kleist, Max Freiherr von Soden, Wilhelm von Minnigerode, Josef Bernards, Hermann Weigel, Arthur Eysoldt
- Quästoren: Christoph Ernst Friedrich von Forcade de Biaix, Maximilian von Puttkamer

## A
- Abt, Friedrich August, Oberlandesgerichtsrat,
WK Niederbayern 3 (Passau), Zentrum (Nachwahl 1880)
- Ackermann, Karl Gustav, Rechtsanwalt,
WK Sachsen 6 (Dresden links der Elbe), Deutschkonservativ
- Adelebsen, Reinhard Friedrich von, Gutsbesitzer,
 WK Hannover 12 (Göttingen), Deutsch-Hannoversche Partei, Hospitant der Zentrumspartei
- Alten, Victor von, Geheimer Rat a. D.
 WK Hannover 11, Deutsch-Hannoversche Partei, Hospitant der Zentrumspartei
- Arbinger, Johann Baptist, Pfarrer,
 WK Niederbayern 4 (Pfarrkirchen), Zentrum
- Aretin, Peter Karl von, Herrschaftsbesitzer,
WK Oberbayern 4 (Ingolstadt), Zentrum
- Aretin, Ludwig Freiherr von, Gutsbesitzer,
 WK Schwaben 4 (Illertissen), Zentrum
- Arnim-Boitzenburg, Adolf Graf von, Regierungspräsident,
WK Potsdam 3 (Ruppin-Templin), Hospitant der Deutschen Reichspartei
- Arnswaldt-Böhme, Werner von, Rittergutsbesitzer,
 WK Hannover 5 (Melle, Diepholz, Sulingen, Uchte), Deutsch-Hannoversche Partei, Hospitant der Zentrumsfraktion
- Auer, Ignaz, Gewerkschafter,
WK Sachsen 17 (Glauchau, Meerane), Sozialdemokrat (Nachwahl 1880)
- Ausfeld, Carl, Beamter,
WK Sachsen-Weimar 1 (Weimar, Apolda), Fortschrittspartei (Nachwahl 1881)

## B

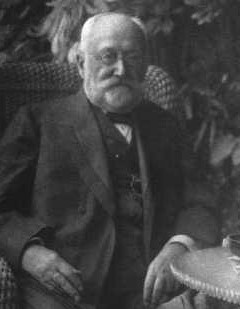
Franz von Ballestrem
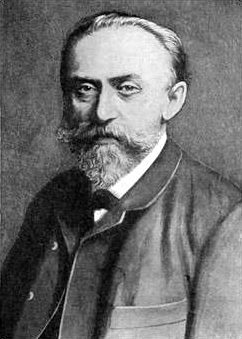
Ludwig Bamberger
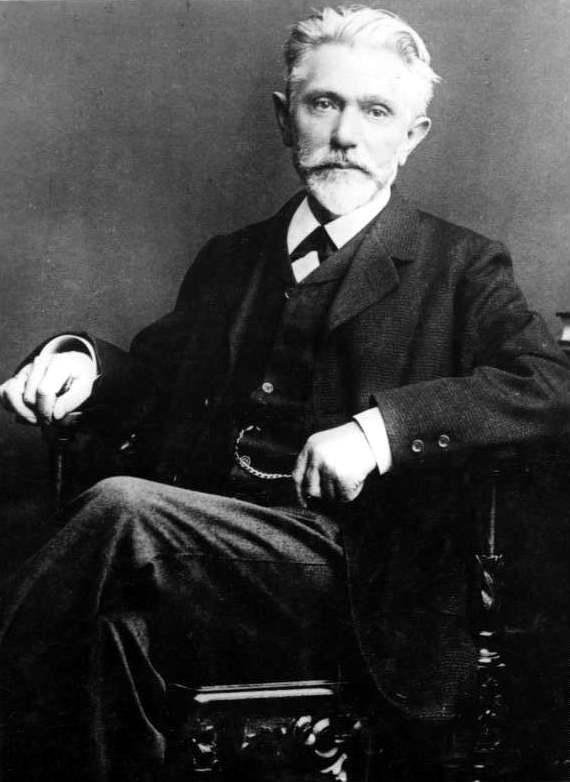
August Bebel
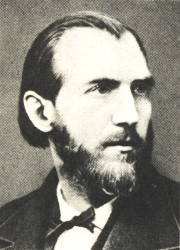
Wilhelm Bracke
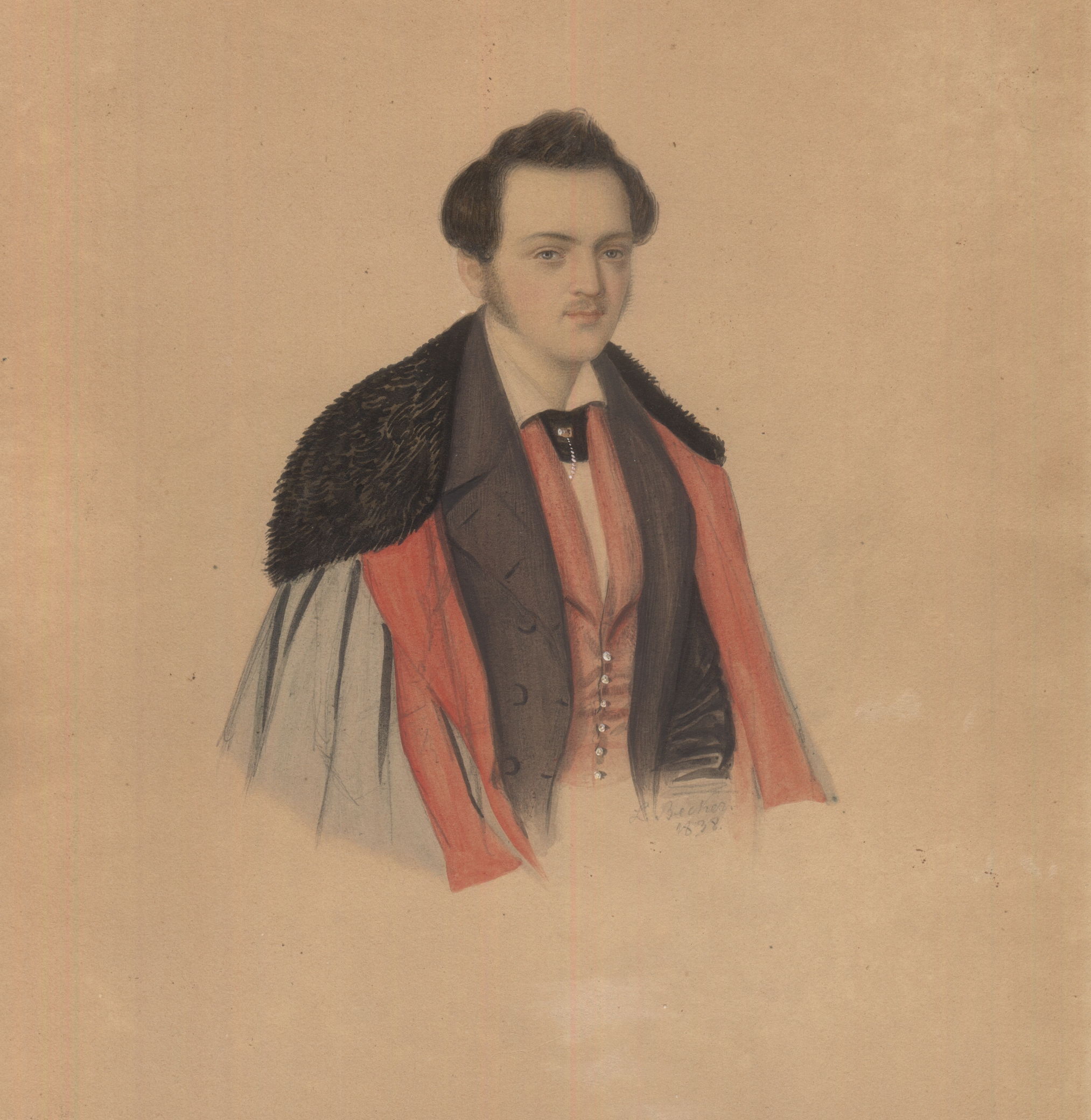
Wilhelm Büchner
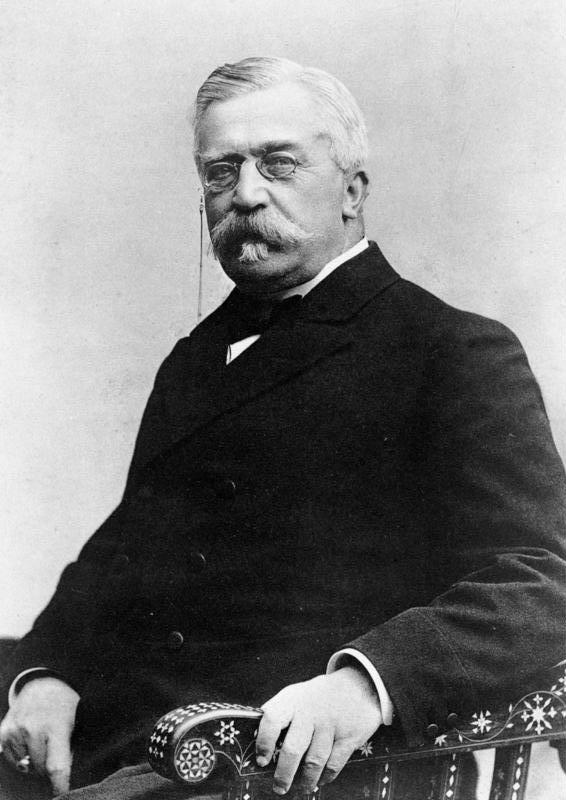
Karl Heinrich von Boetticher

- Bähr, Otto, Dr. jur., Oberappellationsgerichtsrat Berlin,
WK Kassel 2 (Kassel-Melsungen), Nationalliberal
- Baer, Carl, Kreisgerichtsrat,
 WK Baden 7 (Offenburg), Nationalliberale
- Bärensprung, Karl von, Staatsanwalt a. D. und Rittergutsbesitzer,
 WK Cottbus, Deutschkonservativ
- Ballestrem, Franz Graf von, Gutsbesitzer und Montanindustrieller,
 WK Oppeln 2 (Oppeln), Zentrum
- Bamberger, Ludwig, Dr. jur., Schriftsteller,
WK Hessen 8 (Bingen), Nationalliberal
- Batocki, Otto von Tortilowicz, Majoratsbesitzer,
 WK Königsberg 4 (Kreis Königsberg, Fischhausen), Deutschkonservativ
- Bauer, Carl Heinrich Martin, Maurermeister und Architekt Hamburg,
 WK Hamburg 2, Nationalliberal
- Baumbach, Karl, Landrat,
WK Sachsen-Meiningen 1 (Meiningen), Liberale Vereinigung (Nachwahl 1880)
- Baumgarten, Michael, Dr. theol., Professor Rostock,
 WK 5 Mecklenburg-Schwerin, Hospitant der Fortschrittspartei
- Beaulieu-Marconnay, Wilhelm von, Amtsrichter,
WK Hannover 1 (Emden),  Nationalliberal (Nachwahl 1879)
- Bebel, August, Drechsler,
 WK Sachsen 5 (Altstadt Dresden), Sozialdemokratische Partei
- Becker, Leo, Gutsbesitzer,
 WK Osterode, Neidenburg, Deutsche Reichspartei
- Behr, Graf Carl von, Majoratsbesitzer,
 WK Stralsund 2 (Greifswald, Grimmen), Deutsche Reichspartei
- Behr-Bargatz, Friedrich Felix Graf von, Rittergutsbesitzer,
WK Stralsund 1 (Rügen-Franzburg-Stralsund), Deutsche Reichspartei
- Below, Nicolai von, Rittergutsbesitzer,
 WK Stolp-Lauenburg, Deutschkonservativ
- Benda, Robert von, Rittergutsbesitzer,
WK Magdeburg 6 (Wanzleben), Nationalliberal
- Bender, Hermann Joseph, Rentier,
 WK Koblenz 2 (Neuwied), Zentrum
- Bennigsen, Rudolf von, Landesdirektor Hannover,
WK Hannover 19 (Otterndorf-Neuhaus), Nationalliberal
- Berger, Louis Constans, Unternehmer a. D.,
 WK Arnsberg 6 (Dortmund), fraktionslos liberal
- Bernards, Josef, Landgerichtsrat,
WK Düsseldorf 4 (Kreis/Stadt Düsseldorf), Zentrum
- Bernstorff, Bechtold von, Landrat a. D.,
 WK Hannover 15 (Uelzen, Gartow), Deutsch-Hannoversche Partei, Hospitant der Zentrumsfraktion
- Bernuth, August von, Staatsminister a. D.,
WK Magdeburg 8 (Oschersleben-Halberstadt), Nationalliberal
- Beseler, Georg, Professor Berlin,
 WK Schleswig-Holstein 6, (Glückstadt, Elmshorn), Nationalliberal
- Bethmann-Hollweg, Felix von, Landrat,
 WK Potsdam 5 (Oberbarnim), Deutsche Reichspartei
- Bethmann-Hollweg, Theodor von, Rittergutsbesitzer,
 WK Bromberg 2 (Wirsitz, Schubin), Deutsche Reichspartei
- Bethusy-Huc, Eduard Graf von, Erbherr,
WK Oppeln 1 (Grenzburg-Rosenberg), Deutsche Reichspartei
- Bezanson, Paul, Maire a. D.,
 WK Elsaß-Lothringen 14 (Metz), Elsaß-Lothringer
- Bieler, Hugo, Gutsbesitzer,
 WK Marienwerder 3 (Graudenz-Strasburg), Nationalliberal
- Bismarck, Wilhelm von, Gerichts-Assessor,
 WK Erfurt 3 (Mühlhausen, Langensalza, Weißensee), Deutsche Reichspartei
- Bissingen-Nippenburg, Cajetan Graf von, Statthalter a. D.,
WK Württemberg 16 (Biberach-Leutkirch-Waldsee-Wangen), Zentrum
- Blum, Wilhelm, Dr. jur.,
WK Baden 12 (Heidelberg, Mosbach-Eberbach), Nationalliberal
- Bock, Adam, Dr. jur., Gutsbesitzer,
WK Aachen 2 (Aachen-Eupen), Zentrum
- Bockum-Dolffs, Florens, Gutsbesitzer,
 WK Arnsberg 7 (Hamm-Soest), fraktionslos liberal
- Bode, Wilhelm, Handelsgerichtsdirektor Braunschweig,
 WK Braunschweig 1 (Braunschweig, Blankenburg), Nationalliberal
- Bodmann, Franz von und zu, Grundherr,
 WK Baden 14 (Tauberbischofsheim), Zentrum
- Bönninghausen, Julius von, Kreisgerichtsrat Dorsten,
 WK Münster 3 (Borken, Recklinghausen), Zentrum
- Boettcher, Friedrich, Dr. phil., Publizist,
 WK Waldeck-Pyrmont, Nationalliberal
- Boetticher, Karl Heinrich von, Regierungspräsident,
 WK Schleswig-Holstein 2 (Flensburg, Apenrade), Deutsche Reichspartei
- Bolza, Moritz, Privatmann,
 WK Pfalz 3 (Germersheim), Nationalliberal
- Bonin, Gustav von, Staatsminister a. D.,
WK Magdeburg 3 (Jerichow), fraktionslos liberal
- Boretius, Alfred, Dr. jur., Professor Halle,
 WK Merseburg 4 (Saalkreis, Halle), Nationalliberal
- Borowski, Rudolph, Domherr Ermland,
WK Königsberg 9 (Allenstein-Rötzel), Zentrum
- Bracke, Wilhelm, Kaufmann,
 WK Sachsen 17 (Glauchau, Meerane), Sozialdemokrat
- Brand, Paul von, Gutsbesitzer,
 WK Frankfurt 1 (Arnswalde-Friedeberg), Deutschkonservativ
- Braun, Georg Hermann, Rittergutsbesitzer,
 WK Kassel 6 (Hersfeld, Hünfeld, Rotenburg), Deutsche Reichspartei
- Braun, Karl, Dr. iur., Anwalt in Berlin,
WK Liegnitz 3 (Glogau), Nationalliberal
- Bredow, Wolf von, Rittergutsbesitzer,
 WK Potsdam 8 (West-Havelland), Deutschkonservativ
- Brenken, Hermann Freiherr von und zu, Rittergutsbesitzer,
 WK Minden 4 (Paderborn-Büren), Zentrum
- Brückl, Johann, Bierbrauer,
 WK Oberpfalz 1 (Regensburg), Zentrum
- Brüel, Ludwig August, Dr., Regierungsrat a. D.,
 WK Hannover 8 (Hannover), Deutsch-Hannoversche Partei, Hospitant der Zentrumsfraktion
- Brüning, Adolf, Dr. phil., Mitbesitzer chemische Fabrik Hoechst,
 WK Nassau 1 (Homburg), Nationalliberal
- Buddenbrock, Rudolph von, Majoratsherr,
 WK Marienwerder 1 (Stuhm, Marienwerder), Hospitant der Deutschen Reichspartei
- Büchner, Wilhelm, Fabrikant,
 WK Hessen 4 (Darmstadt, Großgerau), Fortschrittspartei
- Bühler, Gustav von, Domänendirektor,
 WK Württemberg 11 (Backnang, Hall, Oehringen), fraktionslos
- Bürgers, Heinrich, Schriftsteller,
 WK Breslau 7 (Breslau westlicher Teil), Fortschrittspartei
- Büsing, Otto, Senator a. D.,
 WK Mecklenburg 2 (Schwerin, Wismar), Nationalliberal
- Büxten, Wilhelm, Rentner,
 WK Lippe, Fortschrittspartei
- Buhl, Franz Armand, Dr. phil., Gutsbesitzer,
 WK Pfalz 5 (Homburg), Nationalliberal
- Bunsen, Georg von, Dr. phil., Schriftsteller,
 WK Liegnitz 8 (Schönau, Hirschberg), Nationalliberal
- Busse, Hermann von, Landrat a. D.,
 WK Köslin 5 (Neustettin), Deutschkonservativ

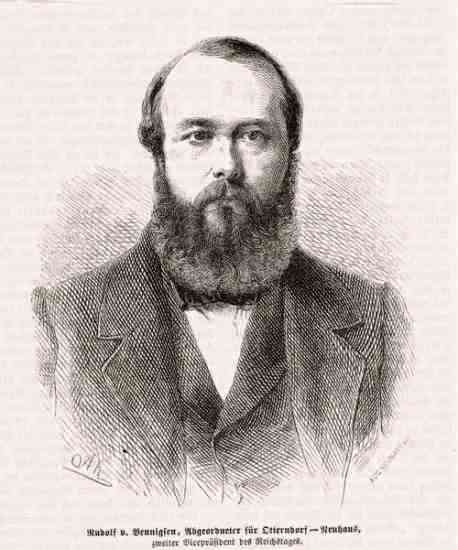
Rudolf von Bennigsen
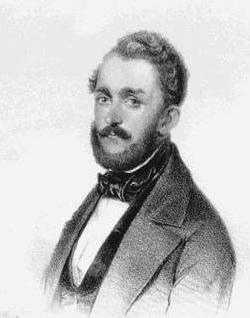
Florens von Bockum-Dolff
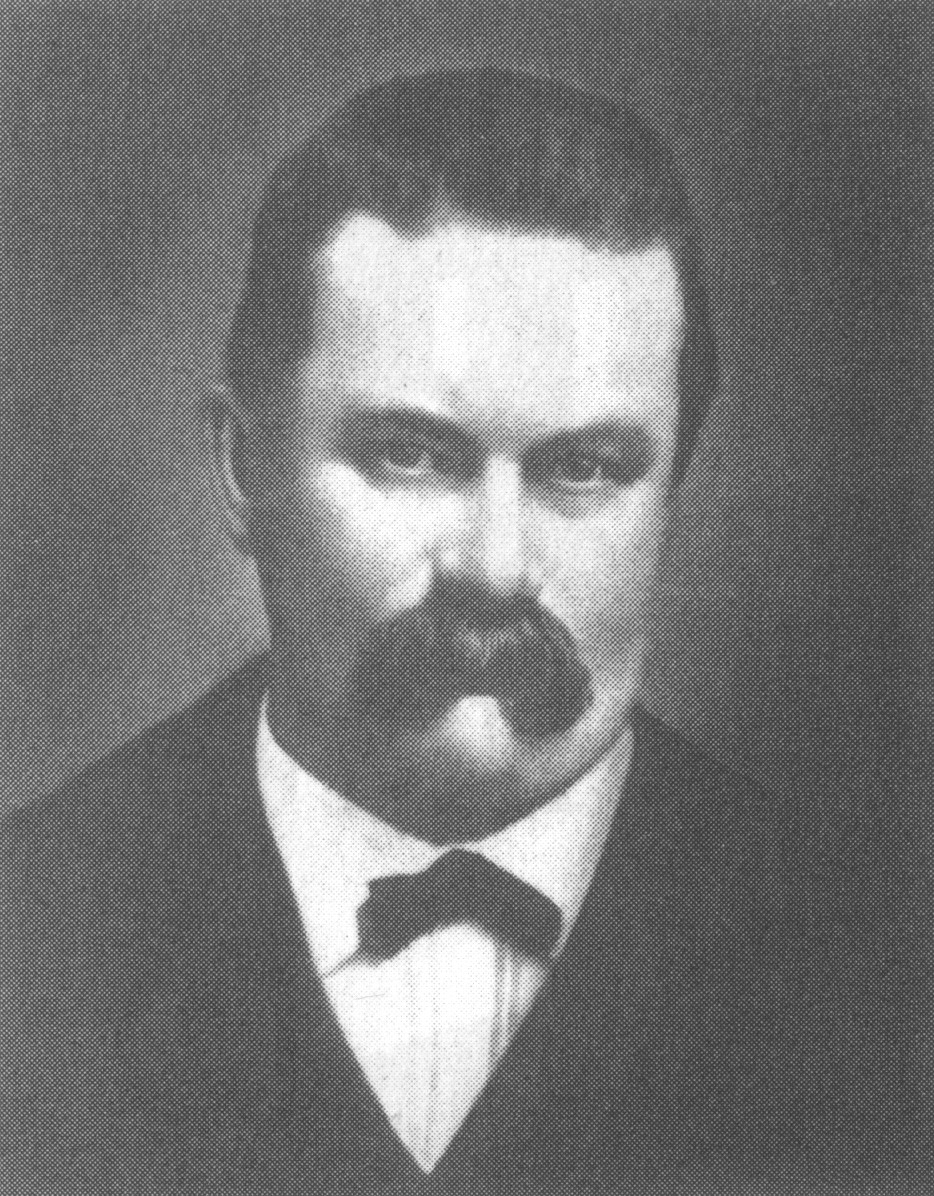
Louis Constanz Berger
Wilhelm Blos
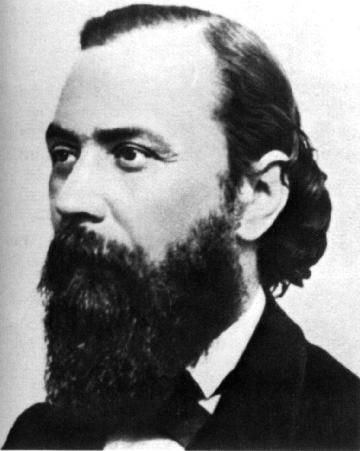
Heinrich Bürgers
Franz Armand Buhl

## C
- Carolath-Beuthen, Karl Fürst zu, Standesherr,
WK Liegnitz 1 (Grünberg-Freistadt), Deutsche Reichspartei
- Johann Anton Graf Chamaré, Erbherr,
 WK Breslau 15 (Frankenheim-Münsterberg), Zentrum
- Clauswitz, Justus, Obertribunalrat Berlin,
 WK Merseburg 1 (Liebenwerda, Torgau), Deutsche Reichspartei
- Colmar-Meyenburg, Axel von, Landrat und Rittergutbesitzer,
 WK Bromberg 1, Deutschkonservativ
- Cranach, Rudolph von, Landrat,
 WK Frankfurt 2 (Landsberg, Soldin), Deutschkonservativ
- Cuny, Ludwig von, Appellationsgerichtsrat,
 WK Anhalt 1 (Dessau-Zerbst), Nationalliberal
- Czarlinski, Leon von, Rittergutsbesitzer,
 WK Marienwerder 6 (Conitz), Polnische Fraktion
- Czartoryski, Roman Prinz,
WK Posen 5 (Kröben), Polnische Fraktion

## D

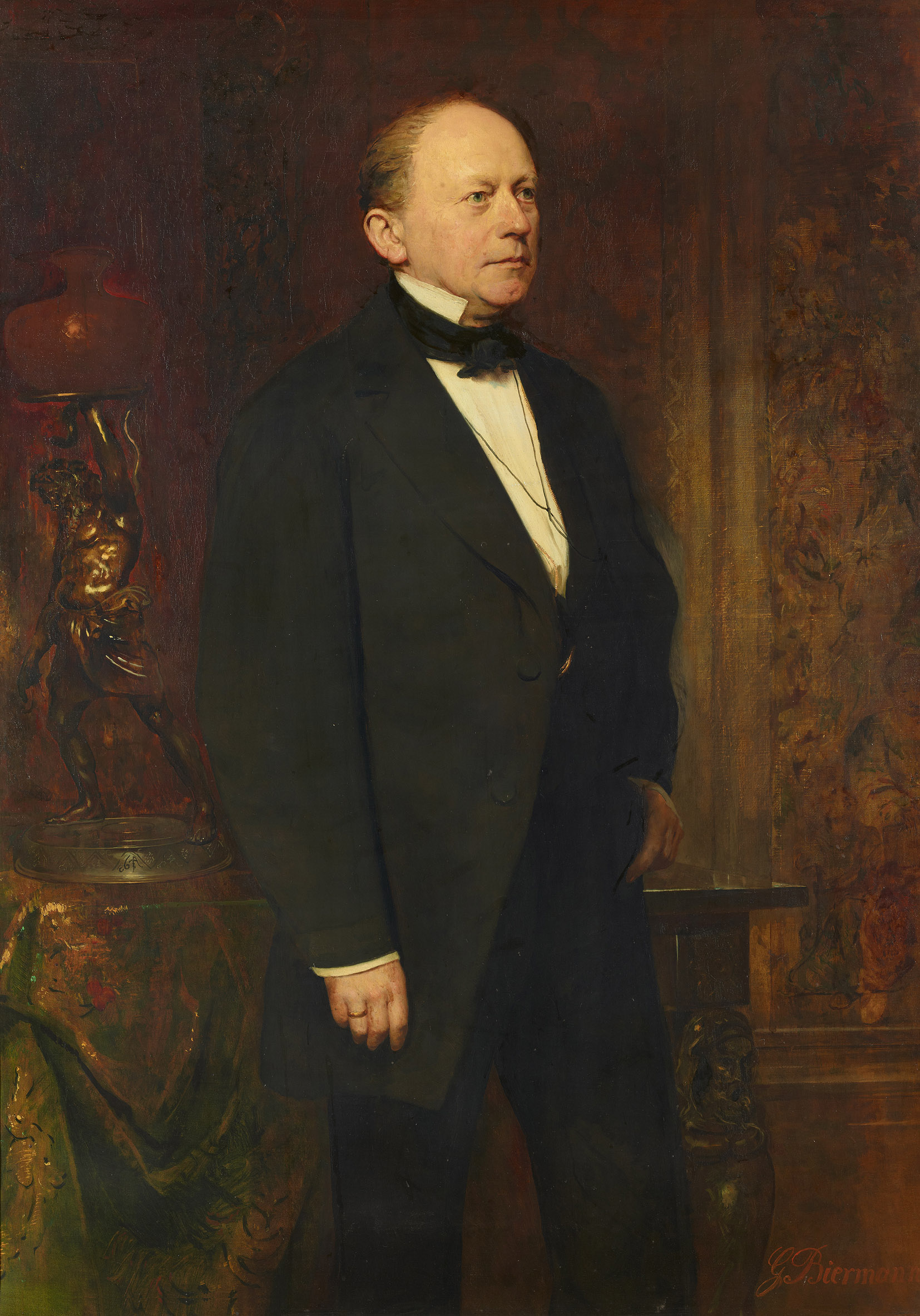
Rudolf von Delbrück
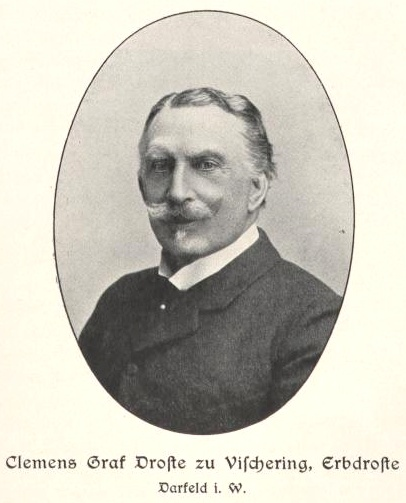
Clemens Droste zu Vischering

- Dalwigk-Lichtenfels, Franz von, Rittergutsbesitzer,
 WK Düsseldorf 12 (Neuss, Grevenbroich), Zentrum
- Datzl, Michael, Privatier,
 WK Oberpfalz 4 (Neuenburg v. Wald), Zentrum
- Delbrück, Rudolph von, Staatsminister,
 WK Sachsen-Weimar 3 (Jena, Blankenstein), fraktionslos liberal
- Dernburg, Friedrich, Hofgerichtsadvokat,
WK Hessen 5 (Offenbach-Dieburg), Nationalliberal
- Dewitz, Fritz von, Vizelandmarschall,
 WK Mecklenburg-Strelitz, Deutschkonservativ
- Dieden, Christian, Weingutbesitzer,
 WK Trier 2 (Wittlich-Bernkastel), Zentrum
- Dietze, Johann Gottfried, Landwirt,
 WK Sachsen 13 (Leipzig-Land), Hospitant der Deutschen Reichspartei
- Dohna-Finckenstein, Rodrigo Otto Heinrich Graf zu, Landrat a. D. und Fideikommissherr,
WK Marienwerde 2 (Rosenberg-Löbau), Deutschkonservativ
- Dollfus, Johann, Fabrikbesitzer,
 WK Elsaß-Lothringen 2 (Mühlhausen), Elsaß-Lothringer
- Dreyer, Karl Heinrich, Dr. jur., Reichsoberhandelsgerichtsrat,
 WK Baden 6 (Lahr, Kenzingen), Nationalliberal
- Droste zu Vischering, Clemens Heidenreich, Landrat,
WK Kassel 7 (Fulda), Zentrum (Nachwahl 1879)

## E
- Ed, Christoph Marquard, Verleger,
WK Lübeck, Fortschrittspartei (Nachwahl 1880)
- Ende, August Freiherr von, Oberpräsident Hessen-Nassau,
WK Kassel 5 (Marburg, Frankenberg, Kirchhain), Deutsche Reichspartei
- Eysoldt, Arthur, Advokat und Notar,
WK Sachsen 8 (Pirna-Stolpen), Fortschrittspartei

## F

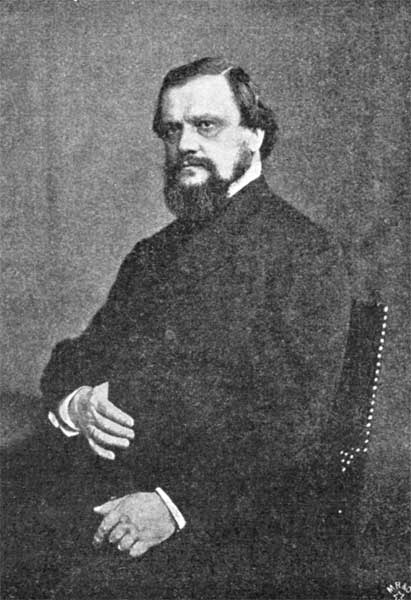
Adalbert Falk
Friedrich Feustel
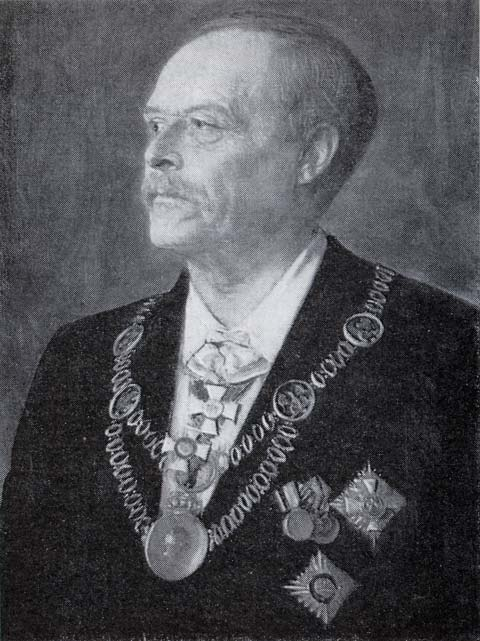
Max von Forckenbeck
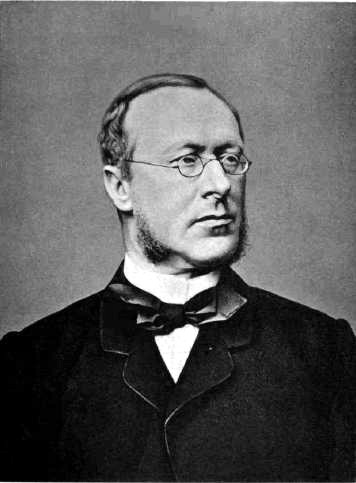
Georg Arbogast von Franckenstein

- Falk, Adalbert, Dr. jur., Staatsminister,
 WK Liegnitz 4 (Lüden-Bunzlau), Hospitant der Deutschen Reichspartei
- Feder, Gottfried von, Dr., Regierungspräsident,
 WK Mittelfranken 5 (Gunzenhausen, Dinkelsbühl, Feuchtwangen), fraktionslos liberal
- Feustel, Friedrich, Bankier,
WK Oberfranken 2 (Bayreuth), Nationalliberal
- Fichtner, Gregor, Papierfabrikant,
 WK Oberbayern 7 (Rosenheim), Zentrum
- Findeisen, Karl, Landrat,
 WK Herzogtum Altenburg, Deutsche Reichspartei
- Flemming, Edmund von, Rittergutsbesitzer,
 WK Merseburg 8 (Naumburg, Weißenfels, Zeitz), Nationalliberal
- Flottwell, Adalbert von, Regierungspräsident,
 WK Marienwerder 7 (Flatow, Schlochau), Deutschkonservativ
- Flügge, Wilhelm, Rittergutsbesitzer,
 WK Stettin 6 (Naugard-Regenwalde), Deutschkonservativ
- Forcade de Biaix, Christoph Ernst Friedrich von, Obertribunalrat und Rittergutsbesitzer,
 WK Trier 1 (Bitburg, Prüm), Zentrum
- Forckenbeck, Max von, Rechtsanwalt,
WK Magdeburg 5 (Wolmirstedt-Neuhaldensleben), Nationalliberal
- Forkel, Friedrich, Rechtsanwalt,
WK Herzogtum Coburg, Nationalliberal
- Franckenstein, Georg Arbogast Freiherr von und zu,
 WK Unterfranken 3, Zentrum
- Frankenberg und Ludwigsdorf, Friedrich Graf von, Herrschaftsbesitzer,
WK Breslau 5 (Ohlau), Deutsche Reichspartei
- Franssen, Heinrich, Rentner,
WK Aachen 1 (Schleiden-Malmedy), Zentrum
- Franz, Adolph, Dr. theol., Redakteur,
WK Oppeln 3, Zentrum
- Frege, Arnold Woldemar, Dr., Rittergutsbesitzer,
 WK Sachsen 14 (Borna, Pegau), Deutschkonservativ
- Freund, Wilhelm Salomon, Rechtsanwalt,
WK Breslau 7 (Breslau-Stadt West), Fortschrittspartei (Nachwahl 1879)
- Freytag, Andreas, Rechtsanwalt,
 WK Schwaben 1 (Augsburg), Zentrum
- Friedenthal, Karl Rudolf, Dr. jur., Staatsminister und Rittergutsbesitzer,
WK Erfurt 3 (Mühlhausen), Hospitant der Deutschen Reichspartei
- Fritzsche, Friedrich Wilhelm, Redakteur,
WK Berlin 4, Sozialdemokratie
- Fürth, Hermann Ariovist von, Landgerichtsrat,
WK Aachen 5 (Geilenkirchen, Erkelenz), Zentrum
- Fugger von Kirchberg, Hartmann, Regierungsrat
WK Schwaben 3 (Dillingen), Zentrum

## G

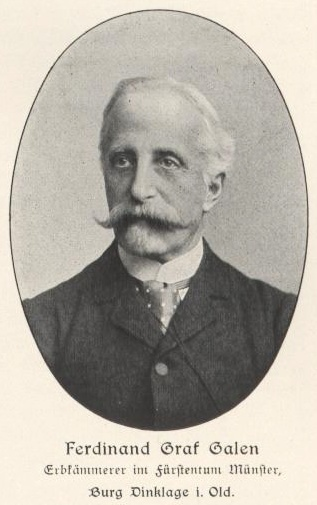
Ferdinand von Galen
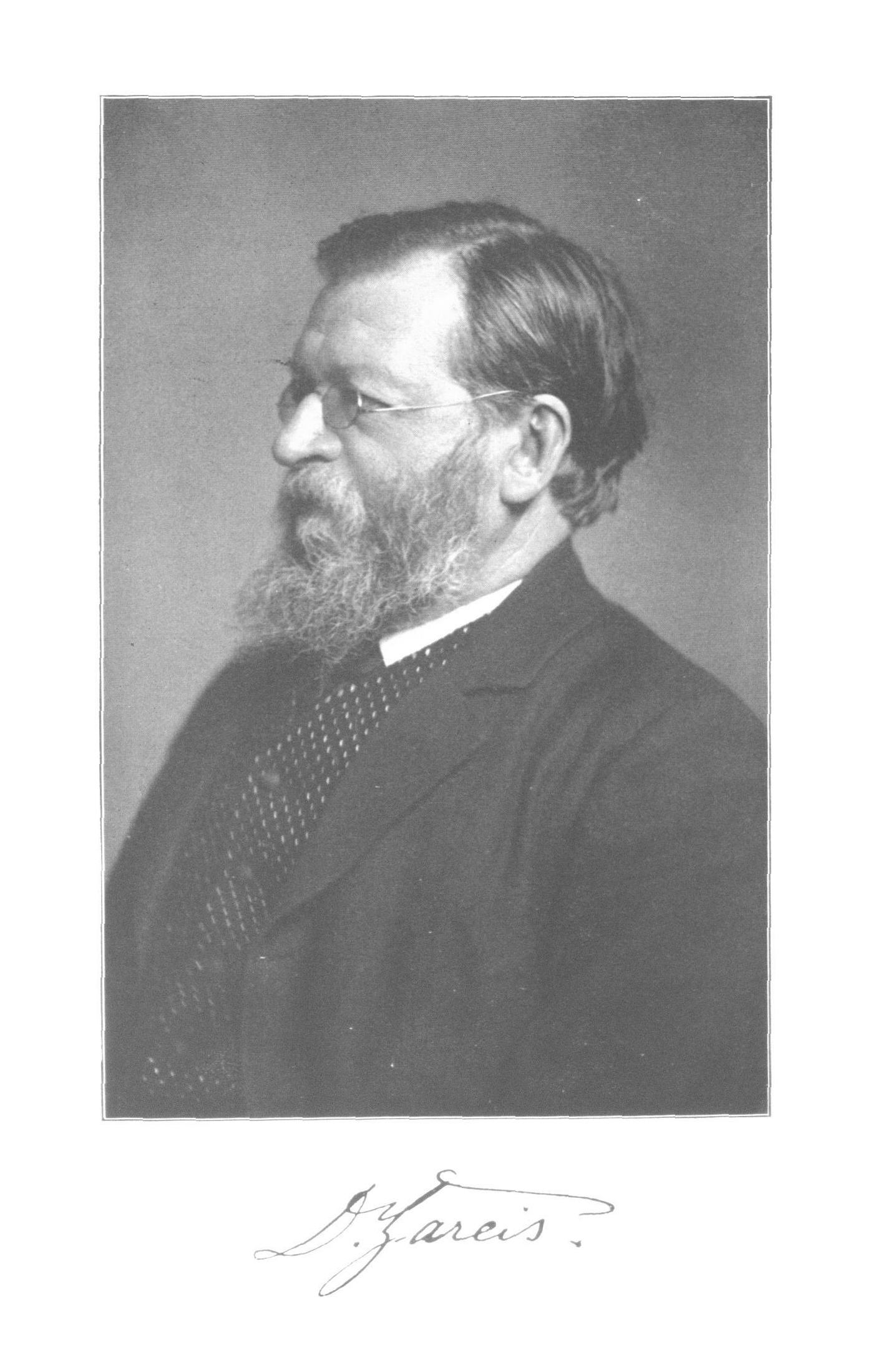
Karl Gareis
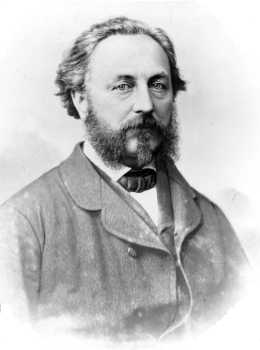
Robert Gerwig
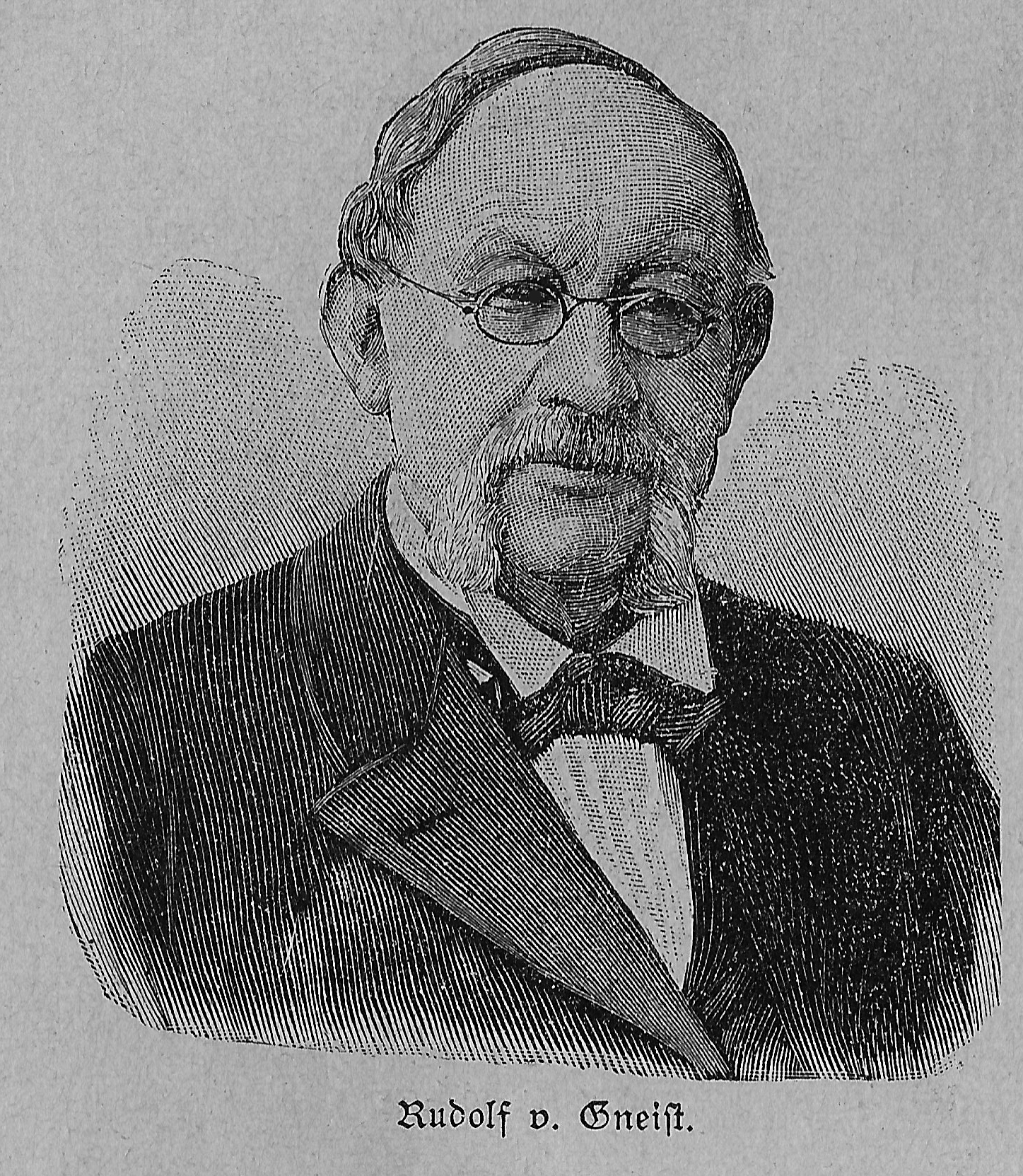
Rudolf von Gneist
Ludwig Groß
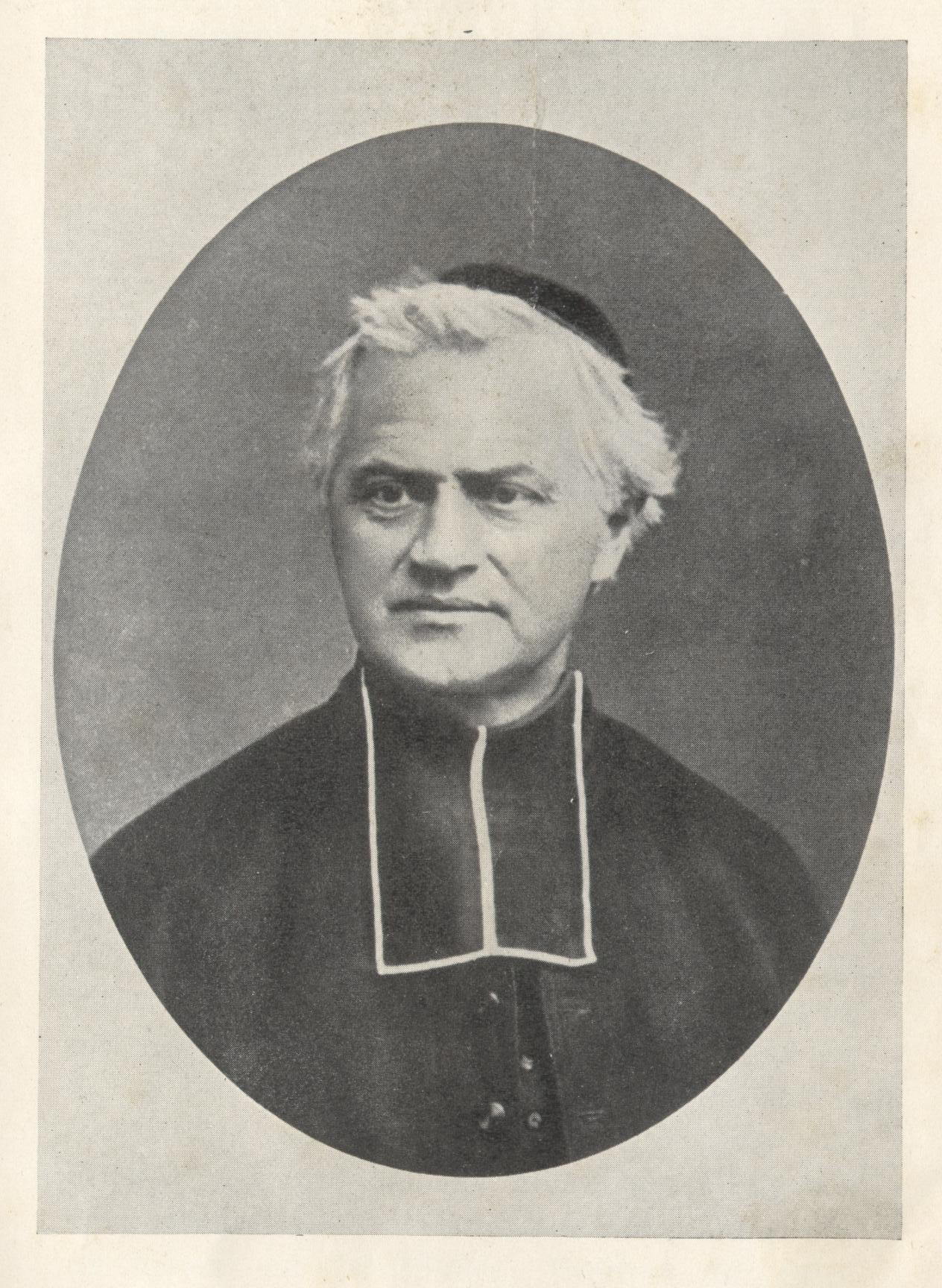
Joseph Guerber

- Galen, Ferdinand Heribert von,
 WK Oldenburg 3 (Berne-Delmenhorst), Zentrum
- Gareis, Carl, Dr. jur., Professor Gießen,
 WK Hessen 3 (Alsfeld, Lauterbach, Schotten), Nationalliberal
- Gerlach, August von, Landrat und Gutsbesitzer,
WK Köslin 3 (Kamin), Deutschkonservativ
- Germain, Charles, Advokat und Grundbesitzer,
 WK Elsaß-Lothringen 15 (Saarburg, Chateau-Salins), Elsaß-Lothringer
- Gerwig, Robert, Baudirektor,
 WK Baden 2 (Donaueschingen), Nationalliberal
- Geß, Friedrich Ludwig von, Obertribunalrat,
 WK Württemberg 6 (Reutlingen, Tübingen, Rottenburg), Deutsche Reichspartei
- Gielen, Victor, Kaufmann,
 WK Aachen 3 (Aachen), Zentrum
- Gneist, Rudolph, Dr. jur., Professor Universität Berlin,
 WK Liegnitz 7 (Landshut-Jauer-Volkenheyn), Nationalliberal
- Görz, Joseph, Obergerichtsrat,
 WK Hessen 7 (Worms, Heppenheim, Wimpfen), Nationalliberal
- Goldenberg, Alfred, Fabrikbesitzer,
WK Elsaß-Lothringen 11 (Zabern), Elsaß-Lothringer (Nachwahl 1880)
- Gordon-Coldwells, Franz von, Rittergutbesitzer,
 WK Marienwerder 5 (Schwetz), Deutschkonservativ
- Goßler, Gustav von, Landrat,
 WK Gumbinnen 4 (Stallupönen), Deutschkonservativ
- Grad, Charles, Geologe und Unternehmer,
 WK Elsaß-Lothringen 3 (Colmar), Elsaß-Lothringer
- Graevenitz, Hermann von, Dr. jur., Obertribunalrat,
 WK Potsdam 2 (Ostprignitz), Deutsche Reichspartei
- Grand-Ry, Andreas von, Gutsbesitzer,
 WK Koblenz 6 (Aldenau-Cochem-Zell), Zentrum
- Groß, Ludwig, Dr. med., Arzt und Gutsbesitzer,
 WK Pfalz 1 (Speier, Frankenthal), fraktionslos liberal
- Grote, Adolf von, Legationsrat a. D.,
 WK Hannover 17 (Harburg), Deutsch-Hannoversche Partei (Hospitant des Zentrums)
- Grütering, Heinrich, Kreisrichter Dinslaken,
 WK Düsseldorf 7 (Mörs, Rees), Zentrum
- Grützner, Emil, Fabrikbesitzer,
 WK Sachsen 2 (Löbau), Deutschkonservativ
- Günther, Theodor, Rittergutsbesitzer,
WK Sachsen 11 (Oschatz), Deutsche Reichspartei
- Günther, Siegmund, Dr. phil., Gymnasialprofessor,
 WK Mittelfranken 1 (Nürnberg, Altdorf), Fortschrittspartei
- Guerber, Joseph, Kanoniker,
 WK Elsaß-Lothringen 4 (Gebweiler), Elsaß-Lothringer

## H

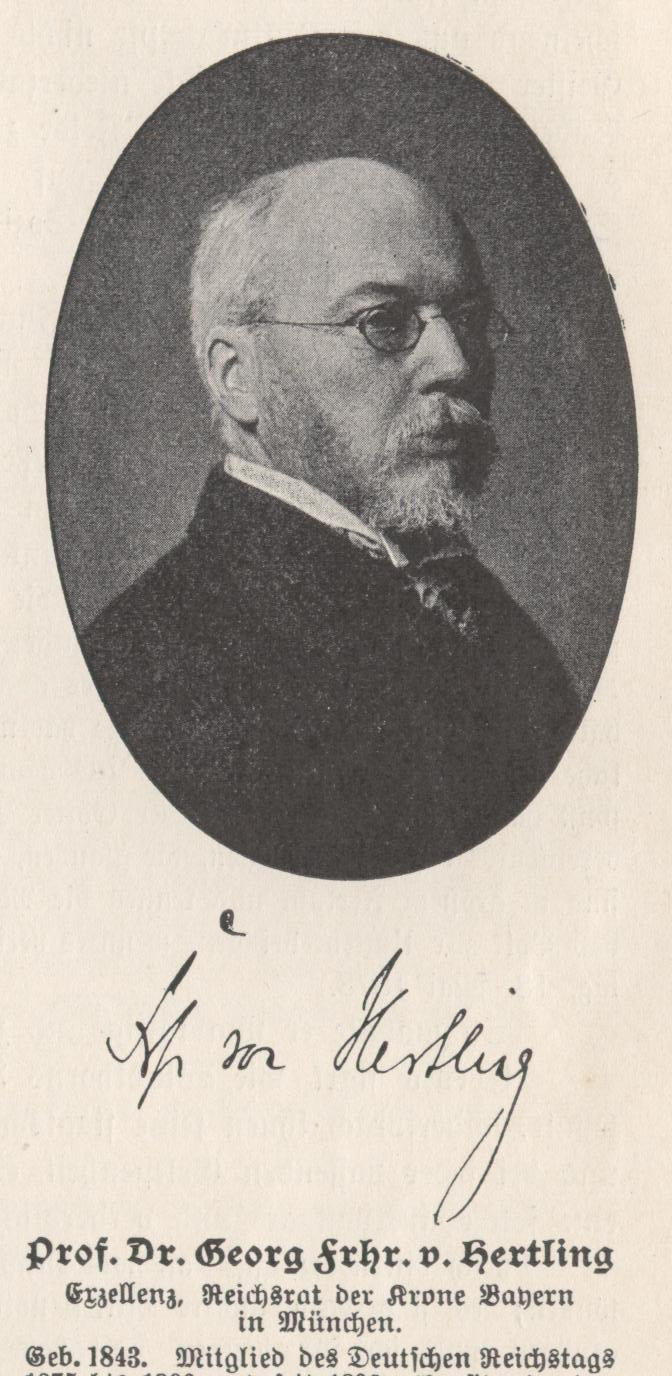
Georg von Hertling
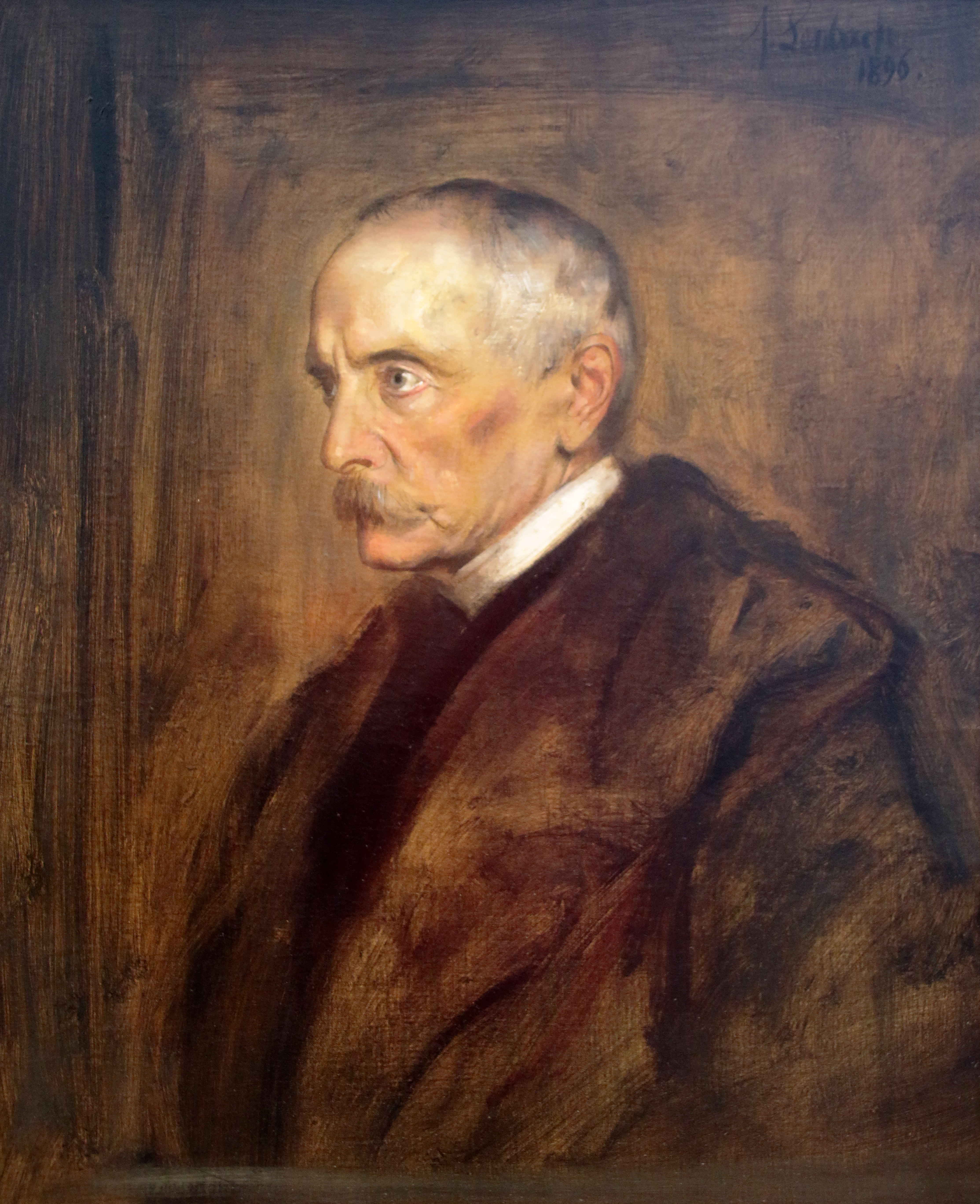
Chlodwig Fürst zu Hohenlohe-Schillingsfürst
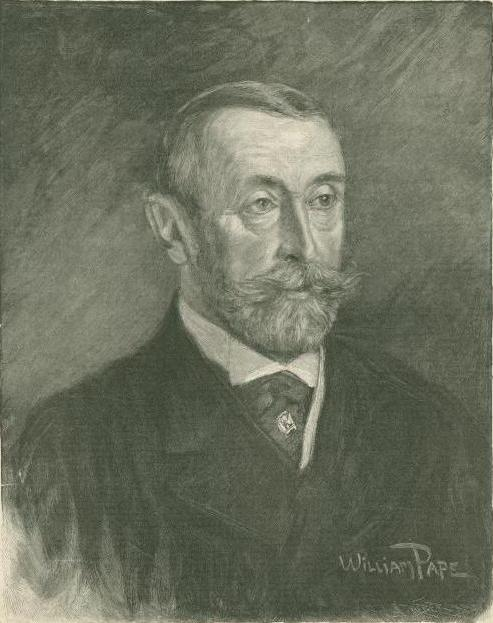
Hermann Fürst zu Hohenlohe-Langenburg
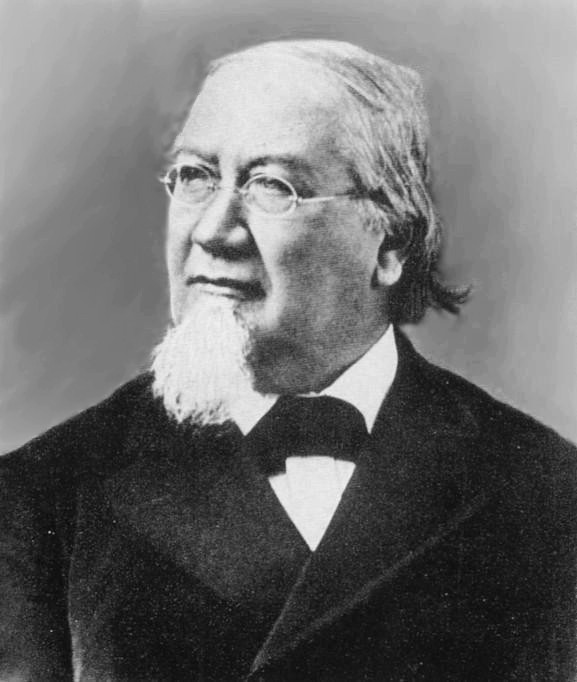
Julius Hölder

- Haanen, Bartholomäus, Kaufmann,
 WK Trier 4 (Saarburg, Merzig, Saarlouis), Zentrum
- Habermann, Gustav von, Rittergutsbesitzer,
 WK Unterfranken (Neustadt a.d.S.), Zentrum
- Haenel, Albert, Dr. jur., Professor Kiel,
WK Schleswig-Holstein 7 (Kiel), Fortschrittspartei
- Härle, Georg, Privatier,
WK Württemberg 5, Deutsche Volkspartei
- Hafenbrädl, Aloys, Bezirksgerichtsrat,
WK Niederbayern 5 (Deggendorf), Zentrum
- Halkett, Colin von, Oberst a. D.,
WK Hannover 14, Deutsch-Hannoversche Partei, Hospitant des Zentrums
- Hall, Samuel Heinrich, Appellationsgerichtsrat Kiel,
WK Schleswig-Holstein 5 (Nieder-Dithmarschen), Nationalliberal
- Hamm, Constantin, Gutsbesitzer,
 WK Köln 6 (Mühlheim, Wipperfürth, Gummersbach), Zentrum
- Hammacher, Friedrich, Dr. jur., Rentier,
WK Schleswig-Holstein 10 (Lauenburg), Nationalliberal
- Harnier, Richard, Dr. jur., Direktor Landeskreditanstalt Kassel,
WK Kassel 4 (Eschwege-Schmalkalden-Witzenhausen), Nationalliberal
- Hartmann, Georg Wilhelm, Gastwirt,
WK Hamburg 2, Sozialdemokrat (Nachwahl 1880)
- Hasenclever, Wilhelm, Redakteur,
WK Breslau 6 (Breslau-Stadt Ost), Sozialdemokrat (Nachwahl 1879)
- Hasselmann, Wilhelm, Schriftsteller,
WK Düsseldorf 2 (Barmen, Elberfeld), Sozialdemokrat
- Hatzfeldt-Trachtenberg, Hermann Fürst von, Herrschaftsbesitzer,
WK Breslau 2 (Militsch, Trebnitz), Deutsche Reichspartei
- Hauck, Thomas, Bezirksamtmann,
WK Unterfranken 1 (Aschaffenburg), Zentrum
- Heckmann-Stintzy, Louis,
WK Elsaß-Lothringen 6 (Schlettstadt), Elsaß-Lothringer
- Heereman von Zuydwyck, Clemens von, Rittergutsbesitzer,
WK Münster 2 (Münster-Coesfeld), Zentrum
- Heilig, Franz Xaver, Kaufmann,
WK Baden 1 (Pfullendorf), Nationalliberal
- Heim, Karl von, Oberbürgermeister Ulm,
WK Württemberg 14 (Ulm, Geislingen), Deutsche Reichspartei
- Helldorff, Otto Heinrich von, Rittergutsbesitzer,
WK Merseburg 2 (Mittenberg, Schweinitz), Deutschkonservativ
- Helldorff-Runstedt, Julius von, Landrat,
WK Merseburg 7 (Querfurt, Merseburg), Deutsche Reichspartei
- Hermes, Hugo, Rentier,
WK Potsdam 9 (Zauch-Belzig, Jüterbogk), Fortschrittspartei
- Herrlein, Franz Joseph, Gutsbesitzer,
WK Kassel 7 (Fulda), Zentrum
- Hertling, Georg von, Dr. phil., Universitätsdozent Bonn,
WK Koblenz 3 (Koblenz, St. Goar), Zentrum
- Heyer, Gustav, Beamter,
WK Königsberg 2 (Labiau, Wehlau), Deutschkonservativ (Nachwahl 1879)
- Heyl zu Herrnsheim, Cornelius Wilhelm von, Fabrikbesitzer,
WK Hessen 7 (Worms), Nationalliberal (Nachwahl 1879)
- Hilf, Hubert Arnold, Rechtsanwalt und Unternehmensteilhaber,
WK Wiesbaden 4 (Limburg, Hadamar), Fortschrittspartei
- Hinschius, Paul, Professor,
WK Schleswig 2 (Flensburg), Nationalliberal (Nachwahl 1879)
- Hoelder, Julius, Rechtsanwalt,
WK Württemberg 1 (Stuttgart), Nationalliberal
- zu Hohenlohe-Öhringen, Christian Kraft, Montanindustrieller,
WK Oppeln 1 (Kreuzburg, Rosenberg), Deutschkonservativ (Nachwahl 1880)
- Hohenlohe-Schillingsfürst, Chlodwig Fürst von, Staatsminister a. D.,
 WK Oberfranken 3 (Forchheim), Hospitant der Deutschen Reichspartei
- Hohenlohe-Langenburg, Hermann Fürst zu, Standesherr,
 WK Württemberg 12, Deutsche Reichspartei
- Holstein, Conrad Graf von, Gutsbesitzer
WK Schleswig-Holstein 9 (Segeberg, Plön), Deutschkonservativ
- Holtzmann, Eugen, Fabrikbesitzer,
WK Sachsen 21 (Reichenbach, Auerbach), Nationalliberal
- Hompesch-Rurich, Alfred Graf von, Rittergutsbesitzer,
WK Aachen 4 (Düren, Jülich), Zentrum
- Horn, Albert, fürstbischöflicher Stiftsassessor,
 WK Oppeln 12, Zentrum
- Horneck von Weinheim, Heinrich, Gutsbesitzer,
 WK Oberfranken 5 (Bamberg), Zentrum

## J

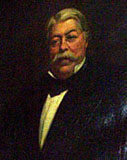
Ludwig Andreas Jordan

- Jaeger, Ludwig Albert, Rentier,
WK Erfurt 1 (Nordhausen), Nationalliberal
- Jäger, Karl Bernhard, Dr. jur., Rechtsanwalt,
WK Reuß jüngere Linie, Nationalliberal
- Jagow, Gustav Wilhelm von, Oberpräsident Brandenburg,
WK Potsdam 1 (Westprignitz), Deutschkonservativ
- Jagow, Karl von, Rittergutsbesitzer,
WK Potsdam 1 (Westprignitz), Deutschkonservativ (Nachwahl 1879)
- Jaunez, Eduard, Bürgermeister Saarmünd,
WK Elsaß-Lothringen 12 (Saarmünd, Forbach), Elsaß-Lothringer
- Jazdzewski, Ludwig von, Dr. theol., Professor und Probst,
WK Posen 9 (Krotoschin), Polnische Fraktion
- Jegel, Wilhelm, Bürgermeister Wendelstein,
WK Mittelfranken 3 (Ansbach), Liberale Vereinigung (Nachwahl 1880)
- Jordan, Ludwig Andreas, Weingutbesitzer,
WK Pfalz 2 (Landau), Nationalliberal

## K

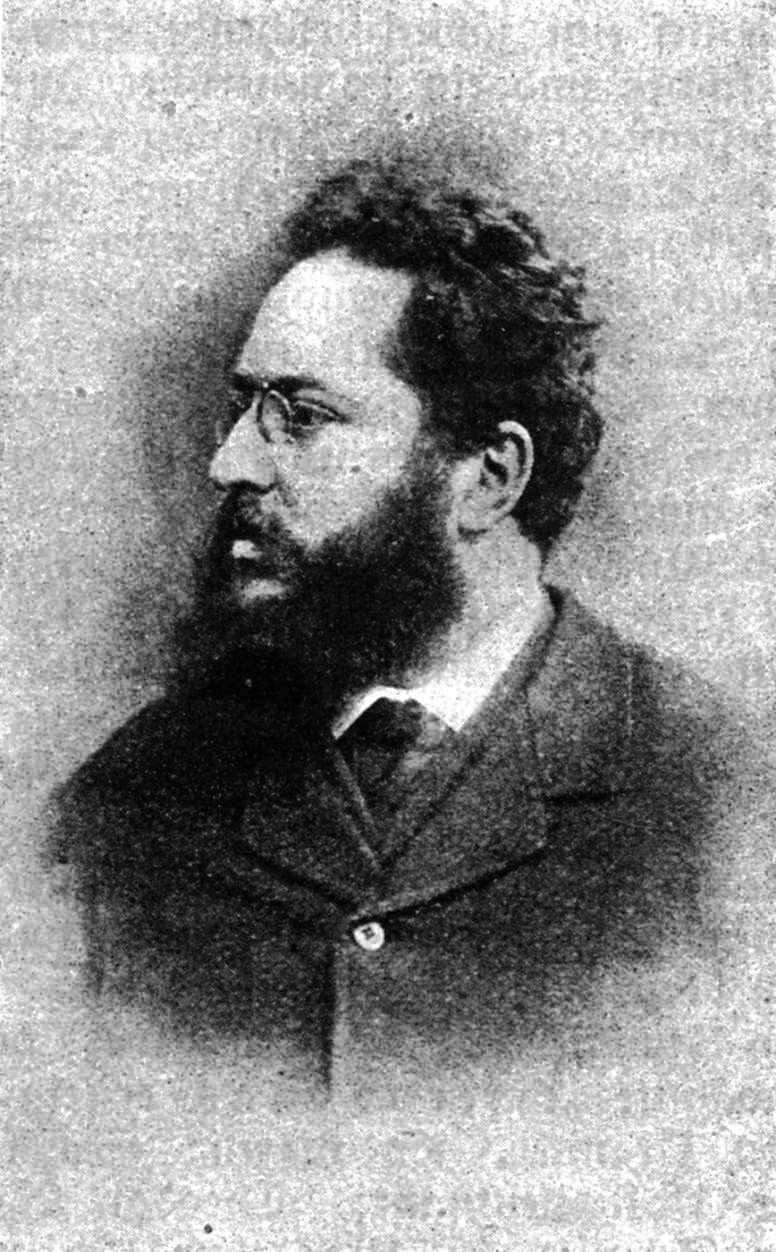
Max Kayser
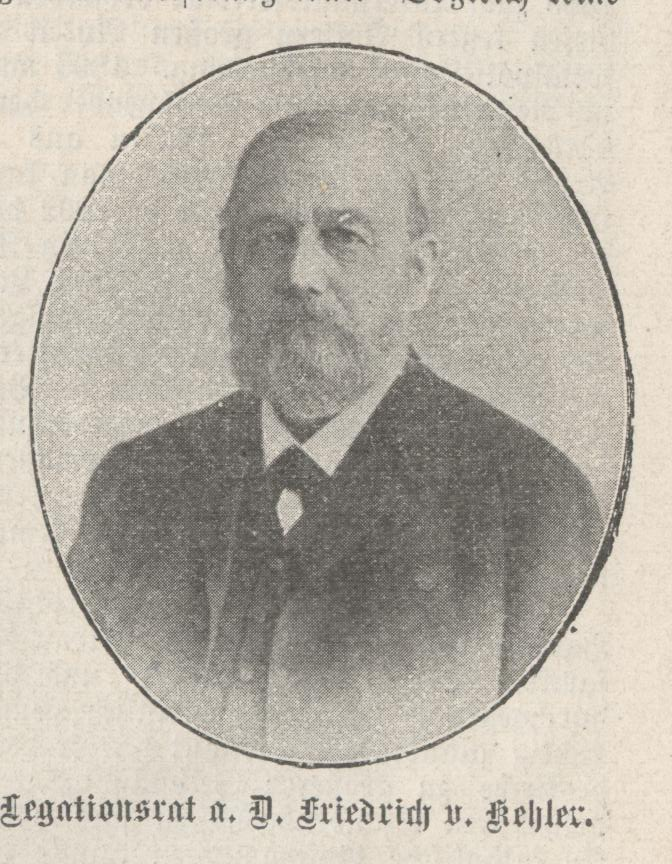
Friedrich von Kehler

- Kable, Jacques, Versicherungsdirektor,
WK Elsaß-Lothringen 8 (Straßburg), Elsaß-Lothringer
- Kämpffer, Eduard, Baumeister,
WK Sachsen-Altenburg, Fortschrittspartei (Nachwahl 1880)
- Kalkstein, Anton von, Rittergutsbesitzer,
WK Danzig 4 (Neustadt, Carthaus), Polnische Fraktion
- Kardorff, Wilhelm von, Rittergutsbesitzer,
 WK Breslau 3 (Wartenberg-Oels), Deutsche Reichspartei
- Karsten, Gustav, Dr., Professor Kiel,
WK Schleswig-Holstein 8 (Altona, Stormarn), Fortschrittspartei
- Katz, Casimir, Wald- und Sägemühlenbesitzer,
 WK Baden 9 (Pforzheim, Durlach), Deutschkonservativ
- Kayser, Max, Redakteur,
WK Sachsen 9, Sozialdemokrat
- Kehler, Friedrich von, Legationsrat a. D.,
 WK Düsseldorf 10 (Gladbach), Zentrum
- Kesseler, Eugen von, Rittergutsbesitzer,
 WK Köln 4 (Rheinbach-Bonn), Zentrum
- Kiefer, Friedrich, Oberstaatsanwalt Mannheim,
 WK Baden 13 (Bretten, Sinsheim), Nationalliberal
- Klein, Eduard, Direktor Heinrichshütte,
WK Koblenz 1 (Wetzlar, Altenkirchen), Nationalliberal
- Kleist, Conrad von, Rittergutsbesitzer,
 WK Köslin 4 (Belgard, Schivelbein, Dramburg), Deutschkonservativ
- Kleist-Retzow, Hans Hugo von, Oberpräsident a. D.
 WK Minden 2 (Herford, Halle), Deutschkonservativ
- Klotz, Moritz, Kreisgerichtsrat Berlin,
 WK Berlin 2, Fortschrittspartei
- Klügmann, Carl Peter, Dr. jur., Rechtsanwalt,
 WK Lübeck, Nationalliberal
- Klumpp, Gottlieb, Waldbesitzer,
WK Baden 9 (Pforzheim), Nationalliberal (Nachwahl 1880)
- Knapp, Otto von, Oberfinanzrat,
 WK Württemberg 4 (Böblingen, Maulbronn), Deutsche Reichspartei
- Knobloch, Hermann von, Rittergutsbesitzer,
WK Königsberg 2 (Labiau, Wehlau), Deutschkonservativ (Mandatsniederlegung April 1879)
- Knoch, Eduard, Rentner,
WK Schwarzburg-Rudolstadt, Nationalliberal
- Kochann, Friedrich Franz, Stadtgerichtsrat Berlin,
 WK Koblenz 5 (Ahrweiler, Mayen), Zentrum
- Koenig, Gustav von, Richter,
WK Sachsen 10 (Döbeln), Deutsche Reichspartei (Nachwahl 1879)
- Komierowski, Roman von, Dr., Rittergutsbesitzer,
 WK Posen 7 (Schrimm, Schroda), Polnische Fraktion
- Kopfer, Wilhelm, Kaufmann,
WK Baden 11 (Mannheim, Schwetzingen, Weinheim), Deutsche Volkspartei
- Krätzer, Adolf, Dr. jur., Appellationsgerichtsrat Passau,
 WK Niederbayern 3 (Passau), Zentrum
- Krafft, Ernst Friedrich, Fabrikant und Gutsbesitzer,
WK Baden 3 (Waldshut, Schopfheim), Nationalliberal
- Kreutz, Adolf, Hütten- und Bergwerksbesitzer,
WK Arnsberg 1 (Siegen, Wittgenstein, Biedenkopf), fraktionslos liberal
- Krüger, Hans Andersen, Hofbesitzer,
 WK Schleswig-Holstein 1 (Hadersleben-Sonderburg), Dänisch
- Kuntzen, August, Finanzrat a. D.,
 WK Braunschweig 2 (Helmstedt, Wolfenbüttel), Nationalliberal
- Kurnatowski, Stanislaus von, Rittergutsbesitzer,
WK Bromberg 4, Polnische Fraktion
- Kwilecki, Stephan von,
 WK Posen 2 (Samter, Birnbaum, Obornik), Polnische Fraktion

## L

Albert Erdmann von Levetzow
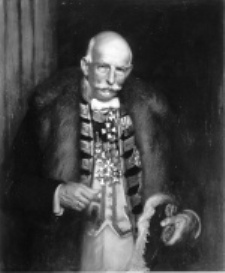
Ignatz von Landsberg-Velen und Steinfurt
Eduard Lasker
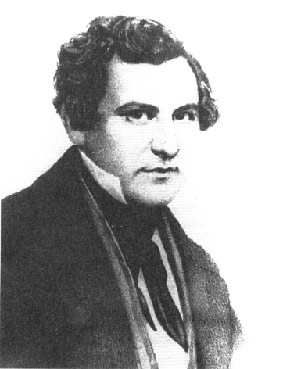
Wilhelm Loewe
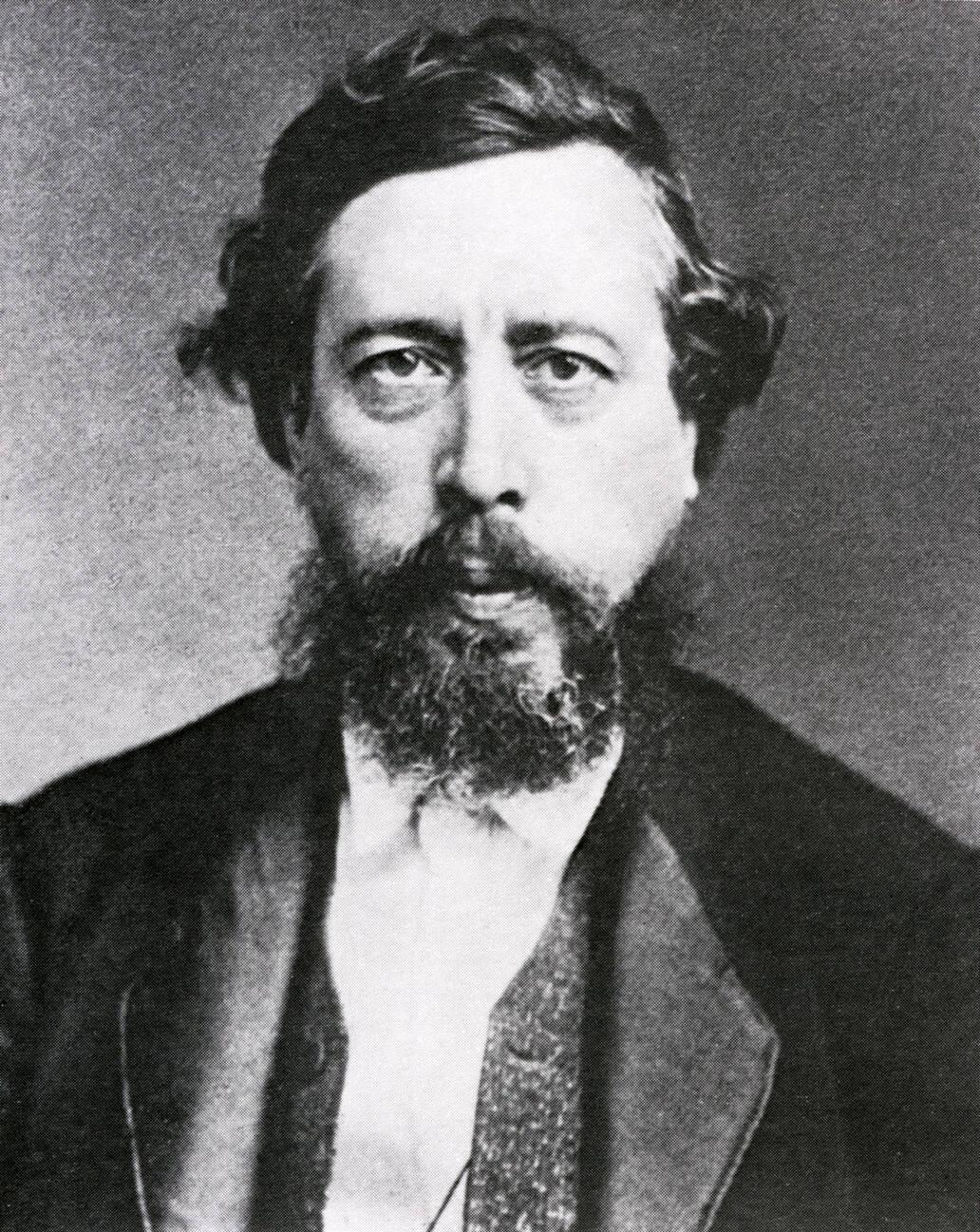
Wilhelm Liebknecht
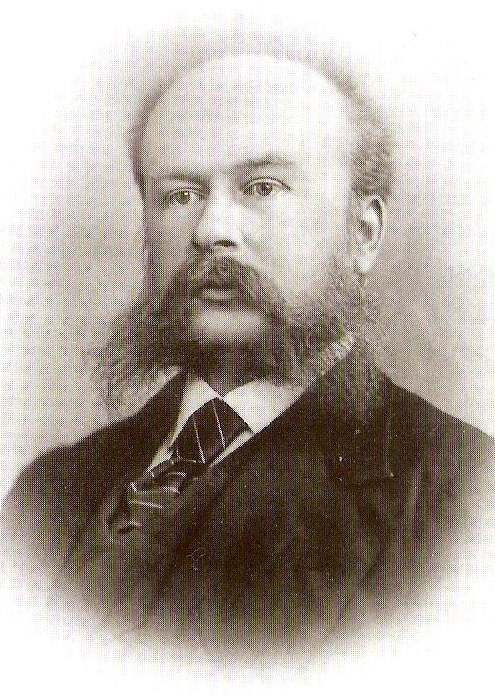
Friedrich von Luxburg
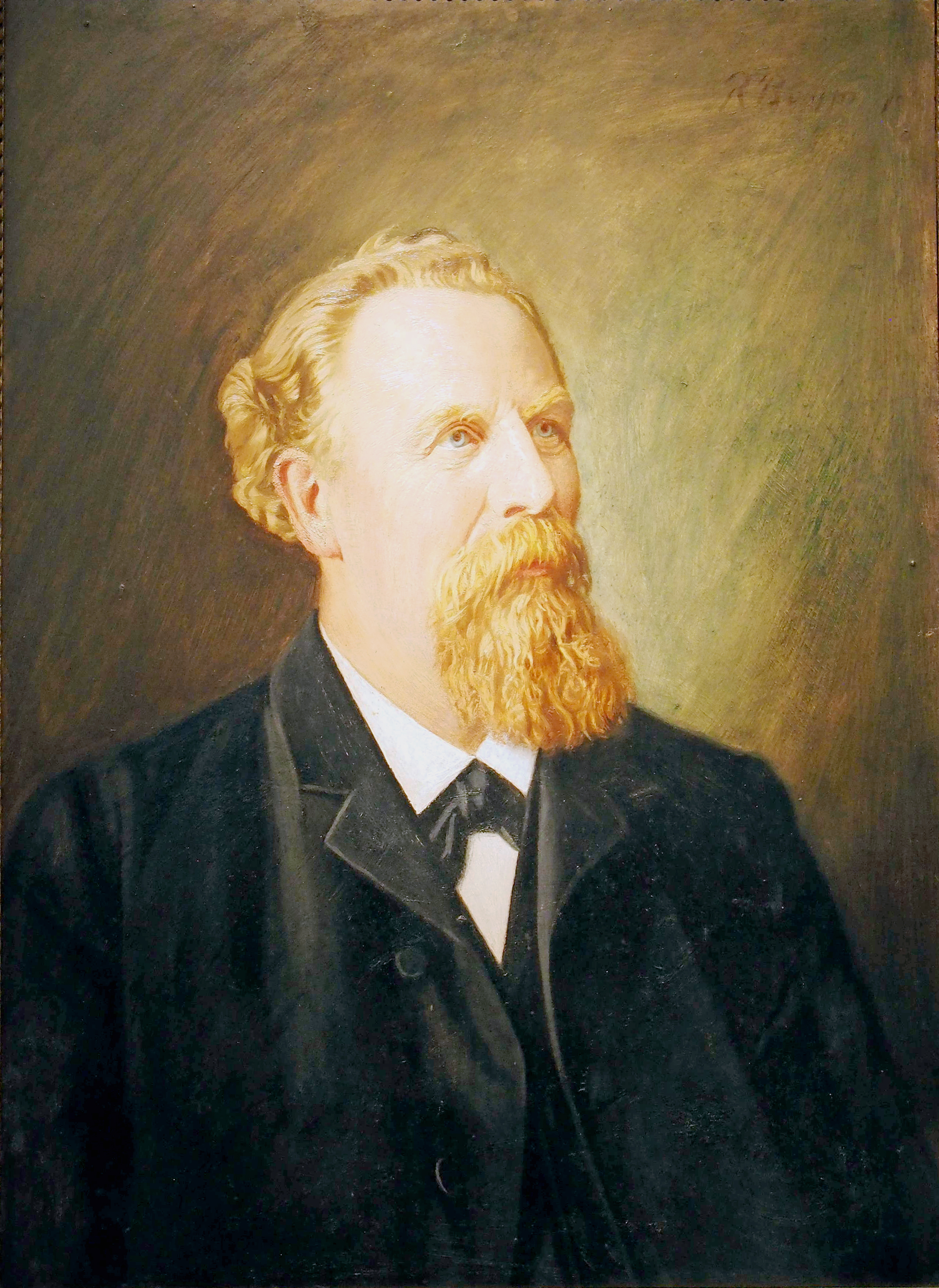
Erwin Lüders

- Landesberg, Arthur von, Oberstleutnant,
WK Hannover 4 (Osnabrück), Deutsch-Hannoversche Partei (Nachwahl 1880)
- Landmann, Gustav, Oberpfarrer,
 WK Sachsen 23 (Plauen, Oelsnitz), Nationalliberal
- Landsberg-Velen und Steinfurt, Ignatz Reichsfreiherr von, Landrat Steinfurt,
 WK Münster 4 (Beckum-Lüdinghausen-Warendorf), Zentrum
- Lang Karl Anton, Gutsbesitzer,
 WK Niederbayern 6 (Kelheim), Zentrum
- Langwerth von Simmern, Heinrich, Rittergutsbesitzer,
WK Hannover 7 (Nienburg), Deutsch-Hannoversche Partei (Nachwahl 1879)
- Laporte, Wilhelm, Obergerichtsrat,
 WK Hannover 18, Nationalliberal
- Lasker, Eduard, Rechtsanwalt und Syndikus,
 WK Meiningen 2 (Sonneberg-Saalfeld), Nationalliberal
- Lender, Ignaz Xaver, Dekan,
 WK Baden 8 (Rastatt, Bühl), Zentrum
- Lenthe, Ernst Ludwig von, Oberappellationsrat,
 WK Hannover 9, Deutsch-Hannoversche Partei, Hospitant beim Zentrum
- Lentz, Werner August Friedrich, Obergerichtsdirektor Eutin,
 WK Oldenburg 1 (Lübeck, Birkenfeld, Oldenburg), Nationalliberal
- Leonhard, Franz Xaver, Gymnasialdirektor,
 WK Württemberg 15 (Ellwangen), Zentrum
- Lerchenfeld, Max von, Gutsbesitzer,
 WK Oberfranken (Kronach, Lichtenfels), Deutsche Reichspartei
- Levetzow, Albert Erdmann von, Landesdirektor Brandenburg,
 WK Frankfurt 3 (Königsberg), Deutschkonservativ
- Lieber, Philipp Ernst, Dr. jur., Privatmann,
 WK Wiesbaden 3 (St. Goarshausen-Braubach-Nastätten-Nassau-Montabaur-Wallmerod), Zentrum
- Liebknecht, Wilhelm, Journalist,
 WK Sachsen 19 (Stollberg, Schneeberg), Sozialdemokrat
- Lindner, Joseph, Dr., Stadtpfarrer,
 WK Oberpfalz 5 (Neustadt), Zentrum
- Lingens, Joseph, Rechtsanwalt,
 WK Köln 5 (Siegkreis-Waldbröl), Zentrum
- Lipke, Gustav, Rechtsanwalt,
WK Schwarzburg-Sondershausen, Liberale Vereinigung (Nachwahl 1880)
- List, August, Kaufmann,
 WK Hannover 13 (Goslar, Herzberg), Nationalliberal
- Loewe, Ludwig, Fabrikbesitzer,
 WK Berlin 1, Fortschrittspartei
- Loewe, Wilhelm, Dr. med., praktischer Arzt Berlin,
 WK Arnsberg 5 (Bochum), fraktionslos liberal
- Lorette, Eugène, Notar,
 WK Elsaß-Lothringen 13 (Bolchen, Diedenhofen), Elsaß-Lothringer
- Lucius, Robert, Dr. med., Rittergutsbesitzer,
 WK Erfurt 4 (Erfurt-Schleusingen-Ziegenrück), Deutsche Reichspartei
- Ludwig, Robert von, Gutsbesitzer,
 WK 12 (Habelschwerdt, Glatz), Altkonservativ, Anschluss an Zentrum in kirchlichen Fragen
- Lüderitz, Hermann von, Generalleutnant zur Disposition,
 WK Magdeburg 2 (Osterburg, Stendal), Deutschkonservativ
- Lüders, Erwin, Zivilingenieur,
 WK Liegnitz 9 (Görlitz, Lauban), Nationalliberal
- Luxburg, Friedrich von, Regierungspräsident Würzburg,
 WK Unterfranken 4 (Neustadt), Deutsche Reichspartei

## M

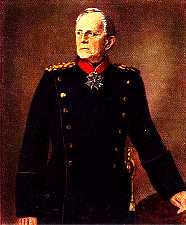
Helmuth von Moltke
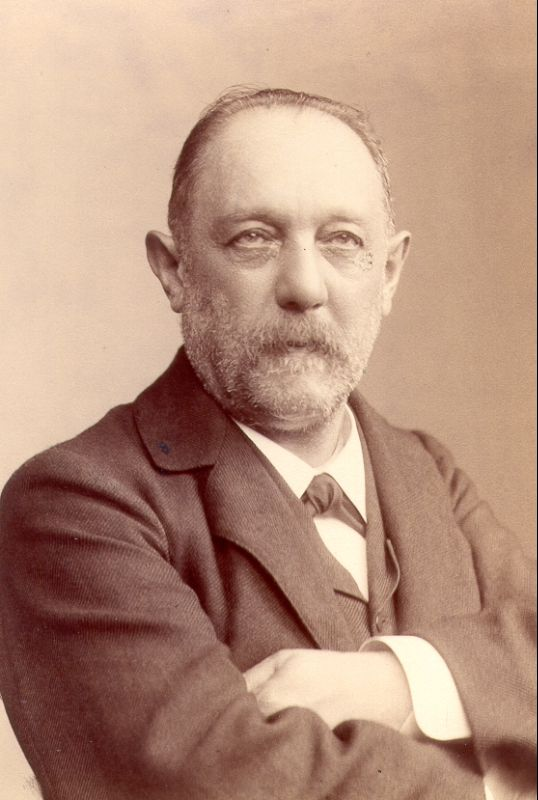
Emanuel Mendel
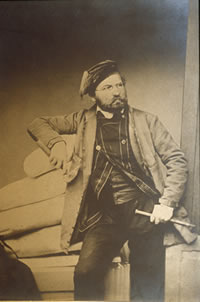
Ferdinand von Miller
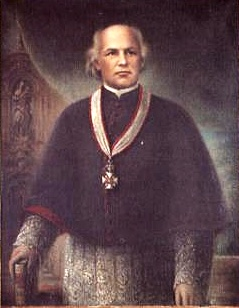
Christoph Moufang

- Magdzinski, Theophil, Rentner,
 WK Posen 4, Polnische Fraktion
- Maier, Johann Evangelist, Dr. theol., Beneficat,
 WK Sigmaringen, Zentrum
- Majunke, Paul, katholischer Priester und Redakteur,
 WK Trier 3 (Trier), Zentrum
- Maltzahn, Helmut Freiherr von, Rittergutsbesitzer,
 WK Stettin 1 (Anklam-Demmin), Deutschkonservativ
- Manteuffel, Otto Freiherr von, Rittergutsbesitzer und Landrat,
 WK Frankfurt 10 (Kalau, Luckau), Deutschkonservativ
- Marcard, Heinrich Eugen, Justiziar,
 WK Minden 3 (Bielefeld, Wiedenbrück), Deutschkonservativ
- Marquardsen, Heinrich, Dr. jur., Professor Erlangen,
 WK Mittelfranken 2 (Erlangen, Fürth), Nationalliberal
- Marschall, Adolf von, Staatsanwalt,
 WK Baden 10 (Carlsruhe, Bruchsal), Deutschkonservativ
- Martin, Georg, Rentner,
 WK Hessen 6 (Bensheim-Erbach), Nationalliberal
- Maurer, Karl, Bezirksgerichtsrat,
 WK Mittelfranken 3 (Ansbach-Schwabach-Heilbronn), Nationalliberal
- Mayer, Max Theodor, Dr. jur., Appellationsgerichtsrat,
 WK Schwaben 2 (Neuburg-Donauwörth-Nördlingen), Zentrum
- Meier, Hermann Heinrich, Kaufmann,
 WK Schaumburg-Lippe, Nationalliberal
- Melbeck, Karl Friedrich, Landrat,
 WK Düsseldorf 3, Deutsche Reichspartei
- Mendel, Emanuel, Dr. med., Arzt Pankow,
 WK Potsdam 6 (Niederbarnim), Fortschrittspartei
- Menken, Clemens, Landgerichtsrat,
 WK Köln 2 (Kreis Köln), Zentrum
- Merkle, Matthias, Professor Lyceum Dillingen,
 WK Schwaben 5 (Kaufbeuren, Füßen), Zentrum
- Merz, Carl Anton, Kaufmann,
 WK Fürstentum Reuß ältere Linie, Deutschkonservativ
- Meyer, Heinrich Adolph, Dr. phil., Gutsbesitzer,
 WK Schleswig-Holstein 3 (Eckernförde), Hospitant der Fortschrittspartei
- Meyr, Franz Ludwig, Richter,
WK Baden 7 (Kehl, Offenburg), Zentrum (Nachwahl 1880)
- Michalski, Joseph, Dekan,
 WK Danzig 2 (Kreis Danzig), Zentrum
- Miller, Ferdinand von, Inspekteur Königliche Erzgießerei München,
 WK Oberbayern 6 (Weilheim), Zentrum
- Minnigerode, Wilhelm von, Gutsbesitzer,
 WK Westpreußen 1, Deutschkonservativ
- Mirbach, Julius Freiherr von, Herrschaftsbesitzer,
 WK Gumbinnen 7 (Sensburg, Ortelsburg), Deutschkonservativ
- Möring, Rudolf Heinrich, Rentier,
 WK Hamburg 1, Nationalliberal
- Moltke, Helmuth Karl Bernhard von, General der Infanterie, Chef des Generalstabes,
 WK Königsberg 1 (Memel-Heydekrug), Deutschkonservativ
- Mosle, Alexander Georg, Kaufmann,
 WK Freie Stadt Bremen, Nationalliberal
- Moufang, Christoph, Dr. Theol., Domkapitular Mainz,
 WK Hessen 9 (Mainz, Oppenheim), Zentrum
- Müller, Eduard, kath. Priester,
 WK Oppeln 7 (Rybnik-Pleß), Zentrum
- Mueller, Ernst Adolph, Rechtsanwalt,
 WK Gotha 2, Fortschrittspartei
- Müller, Friedrich Hermann, Dr. phil., Bergwerks- und Fabrikbesitzer,
 WK Merseburg 6 (Sangerhausen, Eckartsberga), Nationalliberal
- Müller, Franz Joseph, Bürgermeister,
WK Württemberg 15 (Ehingen, Laupheim), Deutsche Reichspartei (Nachwahl 1879)
- Müller, Karl von, Landschaftsrat,
 WK Hannover 4 (Osnabrück), Deutsch-Hannoversche Partei, Hospitant der Zentrumsfraktion

## N

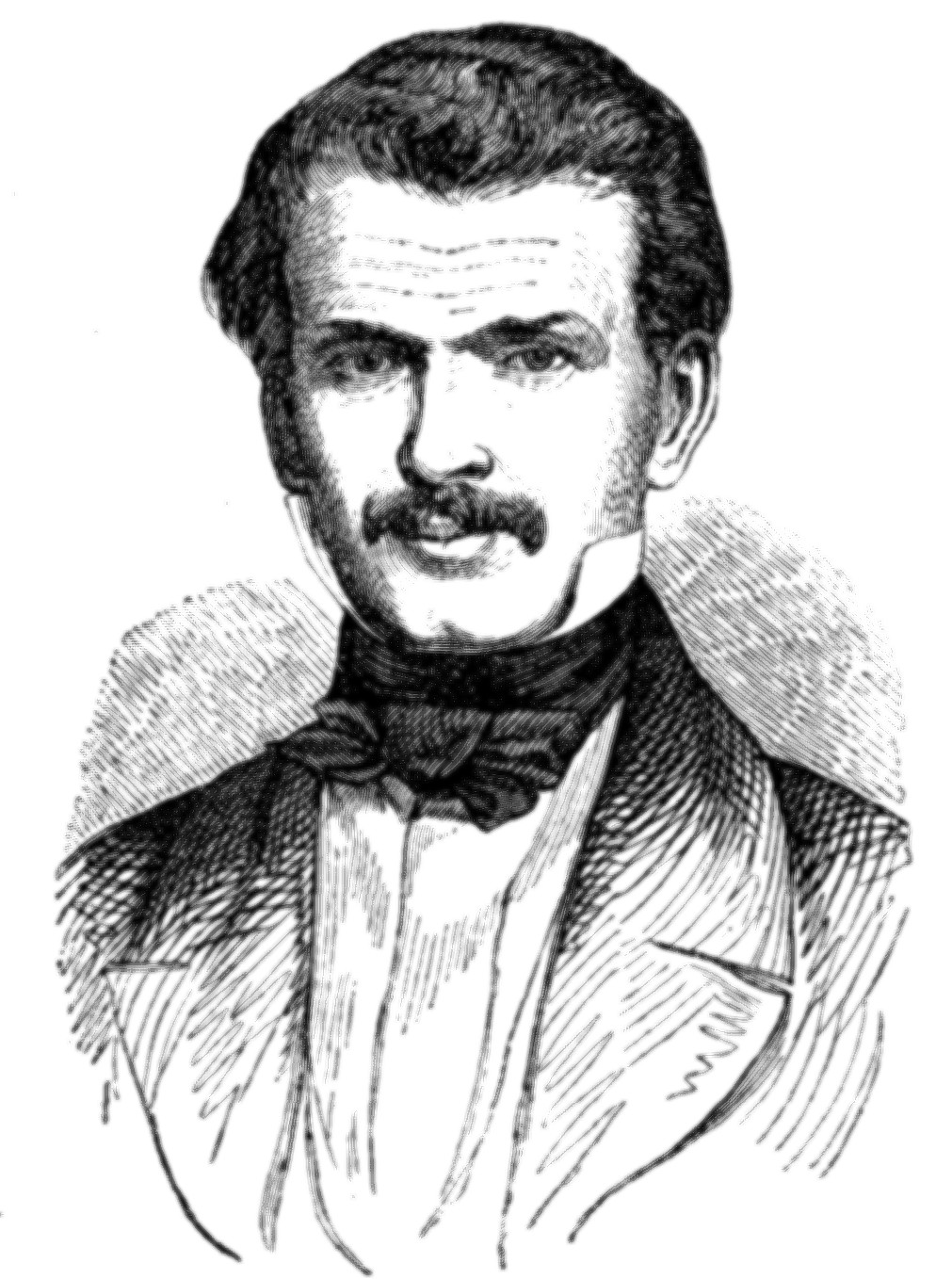
Władysław Niegolewski

- Nayhauß-Cormons, Julius Cäsar von, Rittergutsbesitzer und Landesältester,
 WK Oppeln 9 (Leobschütz), Zentrum
- Nessler, Karl Wilhelm, Prediger,
WK Potsdam 7 (Potsdam, Osthavelland), Fortschrittspartei (Nachwahl 1880)
- Neumann, Wilhelm von, Legationsrat a. D.,
 WK Merseburg 5 (Kreis Mansfeld), Deutsche Reichspartei
- Niegolewski, Władysław, Dr. jur., Rittergutsbesitzer,
 WK Bromberg 5, Polnische Fraktion
- Nieper, Carl Ferdinand, Dr. jur., Landdrost a. D.,
 WK Hannover 7 (Nienburg), Deutsch-Hannoversche Partei, Hospitant der Zentrumsfraktion
- Nitschke, Albert, Brauereidirektor,
 WK Breslau 4 (Brieg, Namslau), Nationalliberal
- Nordeck zur Rabenau, Adalbert Freiherr, Gutsbesitzer,
 WK Hessen 1 (Gießen-Grünberg-Nidda), Deutsche Reichspartei
- North, Jean, Direktor,
 WK Elsaß-Lothringen 9 (Landkreis Straßburg), Elsaß-Lothringer

## O

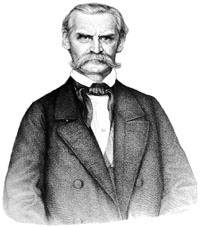
Friedrich Oetker

- Oechelhäuser, Wilhelm, Besitzer mehrerer Gaswerke,
 WK Anhalt 2 (Bernburg, Ballenstedt), Nationalliberal
- Oetker, Friedrich, Dr., Schriftsteller,
 WK Kassel 1 (Rinteln-Hofgeismar), Nationalliberal
- Ohlen und Adlerskron, Kurt von, Rittergutsbesitzer,
WK Breslau 4 (Namslau, Brieg), Liberale Vereinigung (Nachwahl 1879)
- Osten, Alexander von der, Rittergutsbesitzer,
 WK Stettin 3 (Randow, Greifenhagen), Deutschkonservativ
- Ow, Karl von, Regierungsrat Bayern,
 WK Niederbayern 1 (Landshut), Zentrum
- Ow, Hans von,
 WK Württemberg 8 (Freudenstadt, Horb), Deutsche Reichspartei

## P

Maximilian von Puttkamer
Robert Viktor von Puttkamer
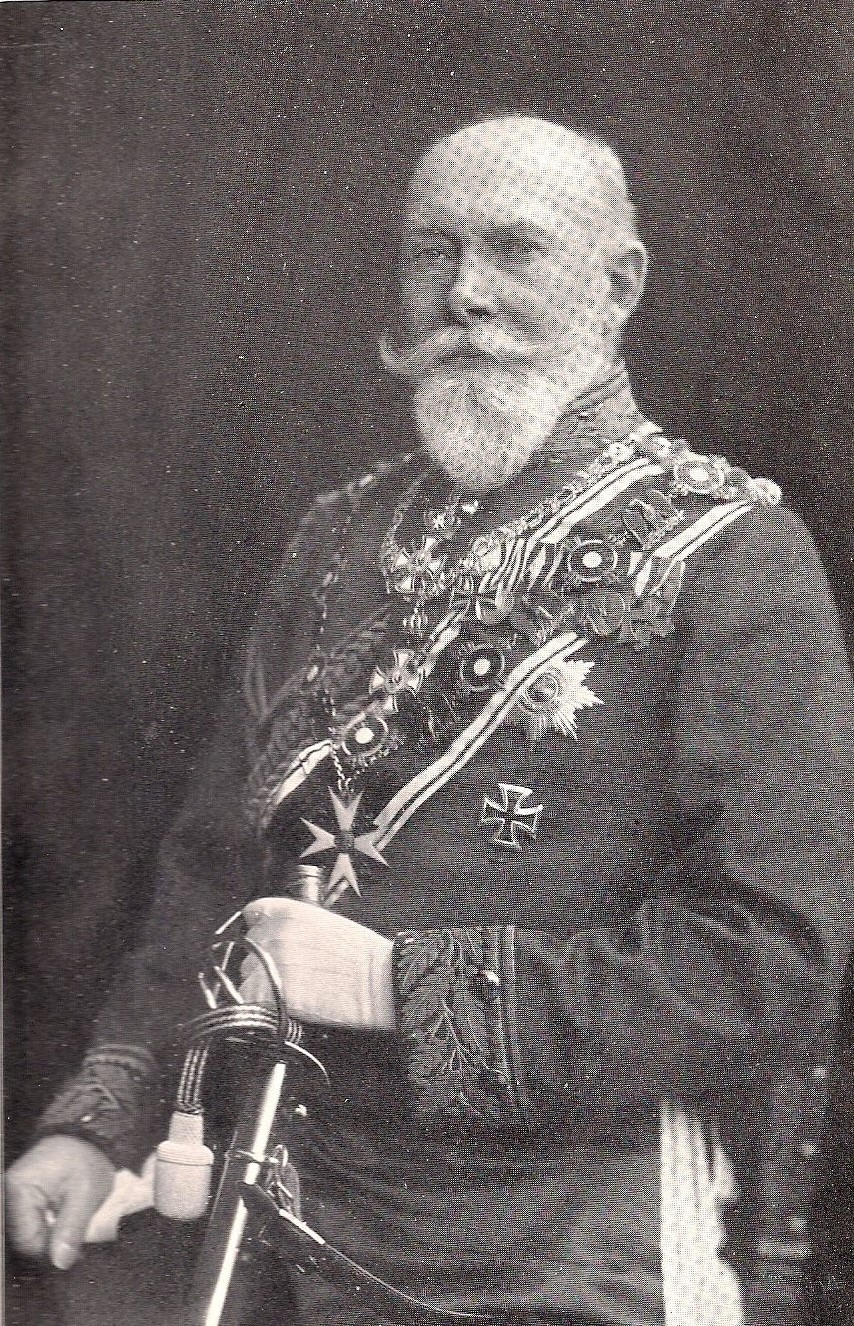
Hans Heinrich Fürst von Pleß

- Pabst, Friedrich, Gutsbesitzer,
 WK Mittelfranken 6 (Rothenburg, Windesheim, Neustadt), Nationalliberal
- Papius, Heinrich von, Privatier,
WK Unterfranken 1 (Aschaffenburg), Zentrum (Nachwahl 1880)
- Payer, Friedrich von, Rechtsanwalt,
WK Württemberg 6 (Reutlingen, Tübingen), Volkspartei (Nachwahl 1880)
- Perger, Clemens, Dr. phil., Rektor,
 WK Düsseldorf 8 (Kleve, Geldern), Zentrum
- Peterssen, Edo Friedrich, Dr. phil., Gutsbesitzer,
 WK Hannover 2 (Aurich, Esens, Wilhelmshaven, Papenburg), Nationalliberal
- Pfaehler, Gustav, Bergwerksdirektor,
 WK Trier 5 (Saarbrücken), Nationalliberal
- Pfafferott, Hugo, Amtsrichter Liebenburg,
 WK Düsseldorf 9 (Kempen), Zentrum
- Pfetten-Arnbach, Sigmund von, Gutsbesitzer,
 WK Oberbayern 3 (Aichach), Zentrum
- Pflüger, Markus, Landwirt,
 WK Baden 4 (Lörrach), Nationalliberal
- Hans Heinrich Fürst von Pleß, Standesherr,
 WK Breslau 10 (Waldenburg), Deutsche Reichspartei
- Plessen, Adolf von, Majoratsherr,
 WK Mecklenburg-Schwerin 4, Deutschkonservativ
- Pohlmann, Anton, Dr. theol., Erzpriester,
 WK Königsberg 6 (Braunsberg, Heilsberg), Zentrum
- Praschma, Friedrich Graf von, Herrschaftsbesitzer,
 WK Liegnitz 11 (Falkenberg, Grottkau), Zentrum
- Preysing-Lichtenegg-Moos, Conrad Graf von, Königl. Kämmerer München,
 WK Niederbayern 2 (Straubing), Zentrum
- Puttkamer, Jesco von, Landrat,
 WK Frankfurt 7 (Guben, Lübben), Deutschkonservativ
- Puttkamer, Maximilian von, Kreisrichter,
 WK Posen 6 (Fraustadt), Nationalliberal
- Puttkamer, Robert Viktor, Oberpräsident Schlesien,
 WK Liegnitz 5 (Löwenberg), Deutschkonservativ
- Puttkamer, Waldemar von, Rittergutsbesitzer,
 WK Köslin 2 (Schlawe, Rummelsburg, Bütow), Deutschkonservativ

## R

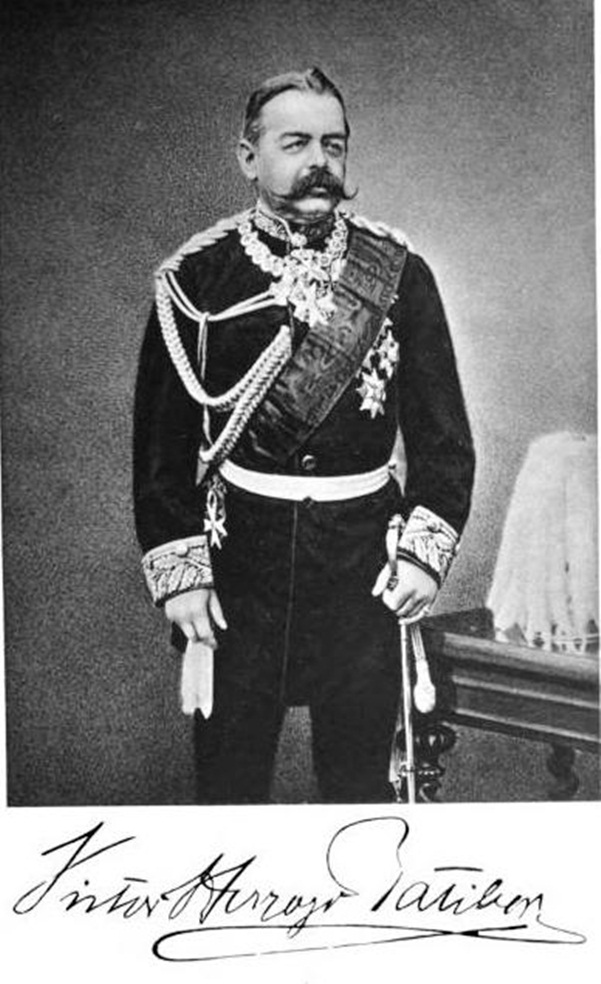
Victor Herzog von Ratibor
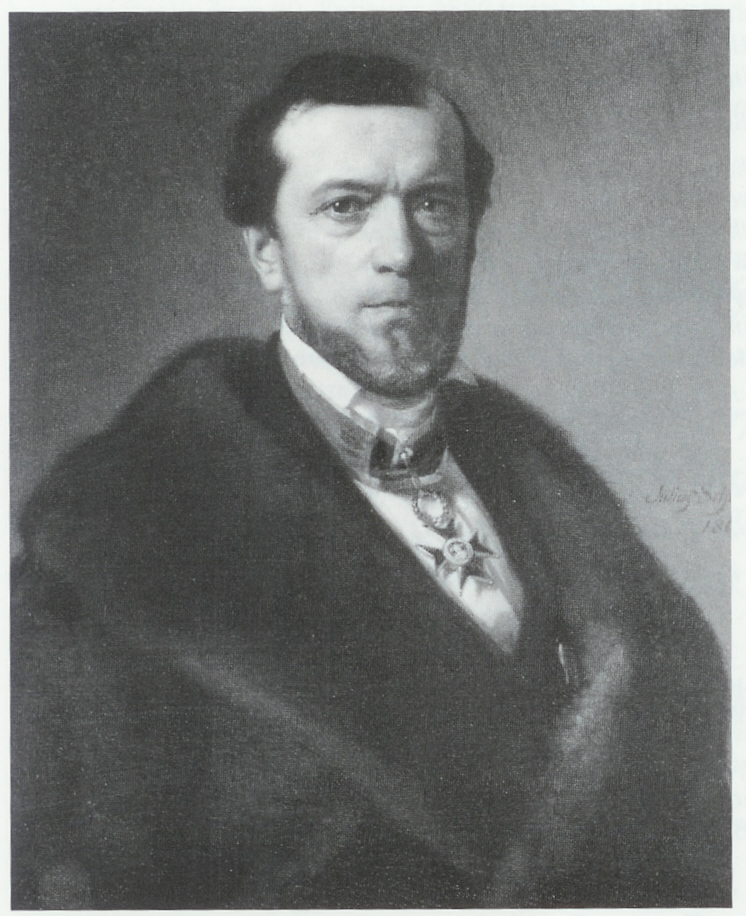
Peter Reichensperger
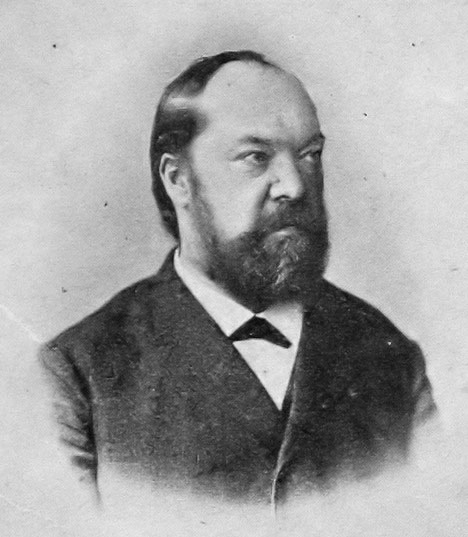
Eugen Richter
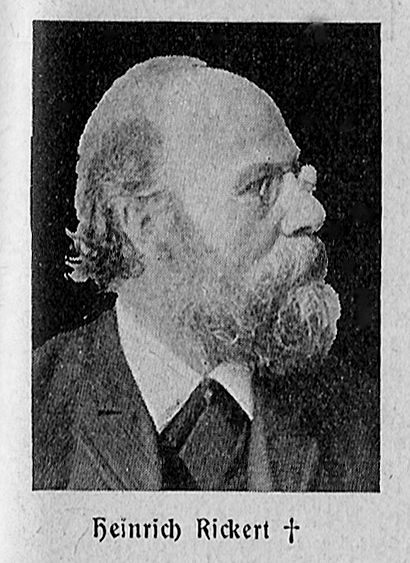
Heinrich Rickert
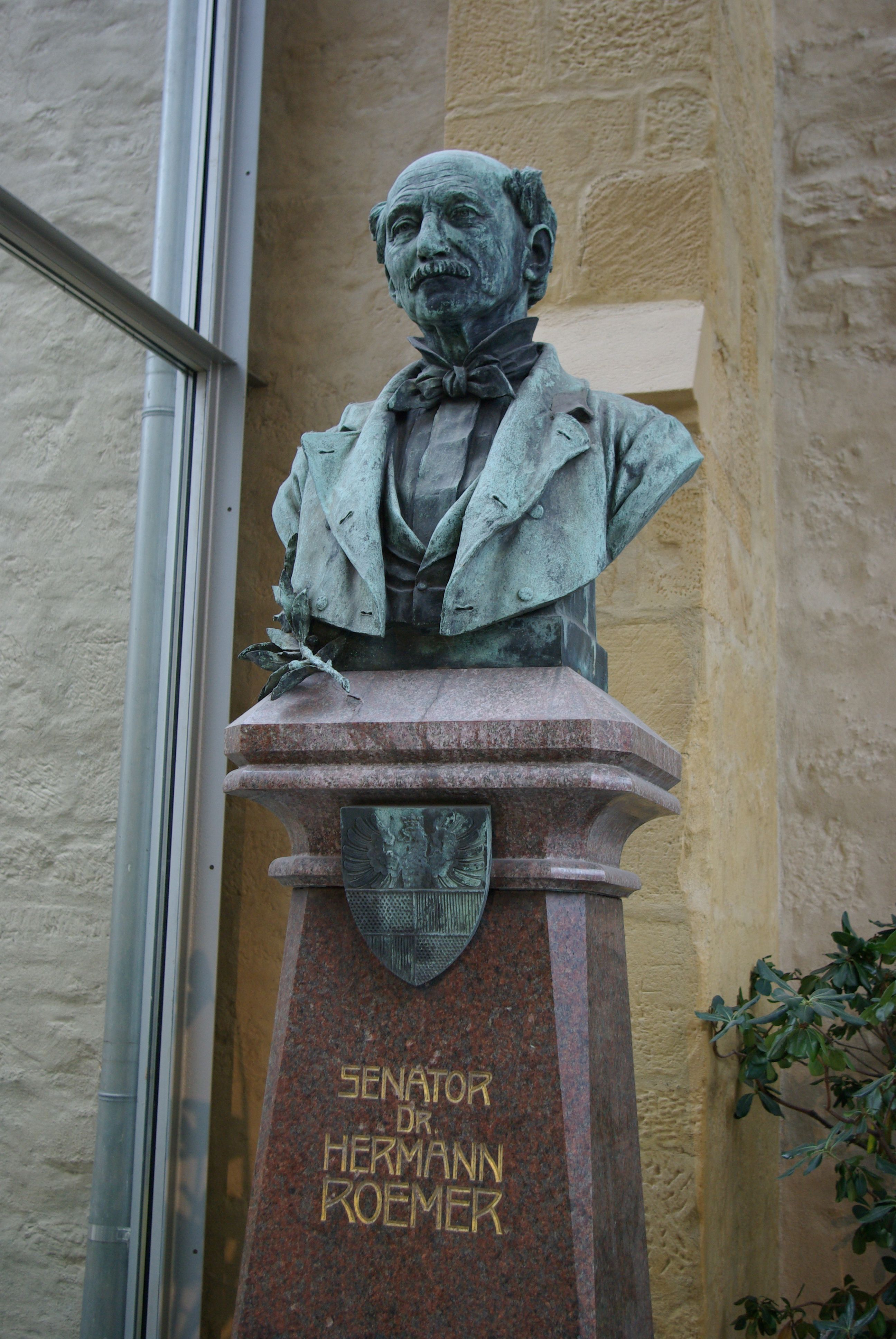
Hermann Roemer
Diedrich Roggemann

- Rack, Achille, Bürgermeister Benfeld,
 WK Elsaß-Lothringen 7 (Molsheim, Erstein), Elsaß-Lothringer
- Radziwill, Edmund Prinz von, Vikar,
 WK Oppeln 5 (Beuthen, Tarnowitz), Zentrum
- Radziwill, Ferdinand Fürst von, Standesherr,
 WK Posen 10 (Adelnau, Schildberg), Polnische Fraktion
- Ratibor, Victor Herzog von, Standesherr,
 WK Breslau 8 (Breslau, Neumarkt), Deutsche Reichspartei
- Ravenstein, Friedrich von, Rittergutsbesitzer,
 WK Breslau 1 (Guhrau, Steinau, Wohlan), Deutschkonservativ
- Reden, Erich von, Rittergutsbesitzer,
 WK Hannover 16 (Lüneburg), Nationalliberal
- Reden, Karl von, Rittergutsbesitzer,
WK Hannover 14 (Gifhorn, Celle, Peine, Burgdorf), Deutsch-Hannoversche Partei, Hospitant der Zentrumsfraktion (Nachwahl 1879)
- Reich, Theodor, Rittergutsbesitzer,
 WK Sachsen 3 (Bautzen, Kamenz), Deutschkonservativ
- Reichensperger, August, Dr., Appellationsgerichtsrat,
 WK Düsseldorf 11 (Krefeld), Zentrum
- Reichensperger, Peter, Obertribunalrat,
 WK Arnsberg 2 (Olpe-Meschede-Arnsberg), Zentrum
- Reichert, Ludwig Karl, Landwirt,
WK Unterfranken 4 (Kissingen), Zentrum (Nachwahl 1878)
- Reinders, Klaas Peter, Fotograf,
 WK Breslau 6 (Breslau östlicher Teil), Sozialdemokrat
- Reindl, Magnus Anton, Pfarrer,
WK Schwaben 4 (Memmingen), Zentrum (Nachwahl 1881)
- Reinecke, Julius, Amtsrat,
 WK Liegnitz 2 (Sagan, Sprottau), Nationalliberal
- Reinhardt, Otto, Landrat,
 WK Schwarzburg Sondershausen, Deutsche Reichspartei
- Rentzsch, Hermann, Dr. phil., Generalsekretär Verein deutsche Eisen- und Stahlindustrieller,
 WK Sachsen 1 (Zittau), Nationalliberal
- Richter, Karl, Generaldirektor Vereinigte Königs- und Laurahütte,
 WK Oppeln 6 (Kattowitz, Zabrze), Deutsche Reichspartei
- Richter, Eugen, Schriftsteller,
 WK Arnsberg 4 (Hagen), Fortschrittspartei
- Richter, Gustav, Professor Tharandt,
 WK Sachsen 7 (Meißen, Riesa), Deutsche Reichspartei
- Rickert, Heinrich, Privatmann,
 WK Danzig 3 (Danzig), nationalliberal
- Rittberg, Oswald von, Landrat und Rittergutsbesitzer,
 WK Stettin 2 (Ueckermünde, Usedom, Wollin), Deutschkonservativ
- Roemer, Hermann, Senator Hildesheim,
 WK Hannover 10 (Hildesheim), Nationalliberal
- Römer, Max, Rechtsanwalt,
 WK Württemberg 10 (Gmünd, Göppingen), Nationalliberal
- Roggemann, Diedrich, Dr. jur., Obergerichtsrat,
 WK Oldenburg 2 (Varel, Jever), Nationalliberal
- Rudolphi, Wilhelm, Dr. phil., Gymnasialdirektor a. D.,
 WK Köln 3 (Bergheim-Euskirchen), Zentrum
- Rückert, Eduard, Dr., Kreisgerichtsdirektor,
 WK Meiningen 1 (Meiningen, Hildburghausen), Nationalliberal
- Ruppert, Kaspar von, Magistratsrat München,
 WK Oberbayern1 (München I), Zentrum
- Rußwurm, Franz Anton, Pfarrer,
 WK Oberpfalz 2 (Amberg), Zentrum

## S

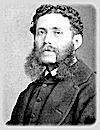
Leopold Sonnemann
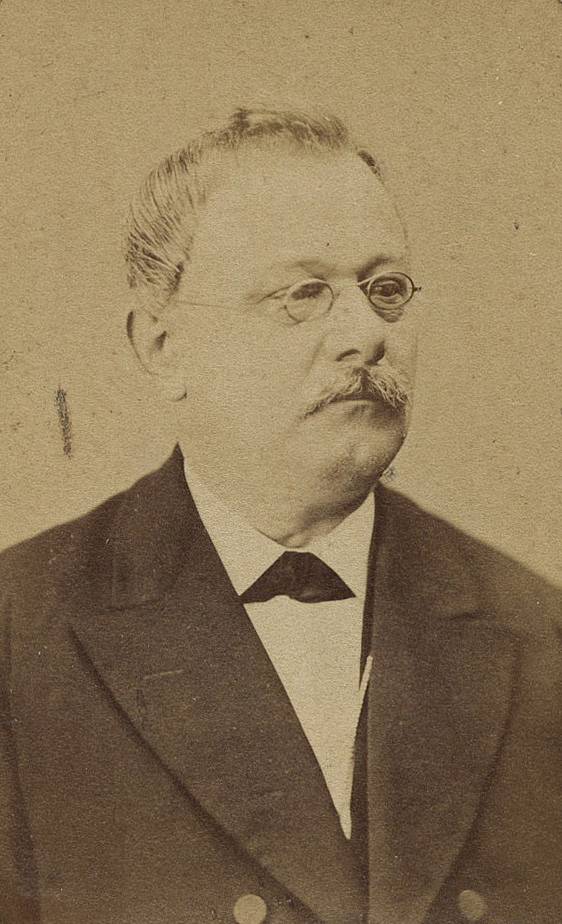
Michael Schaffrath
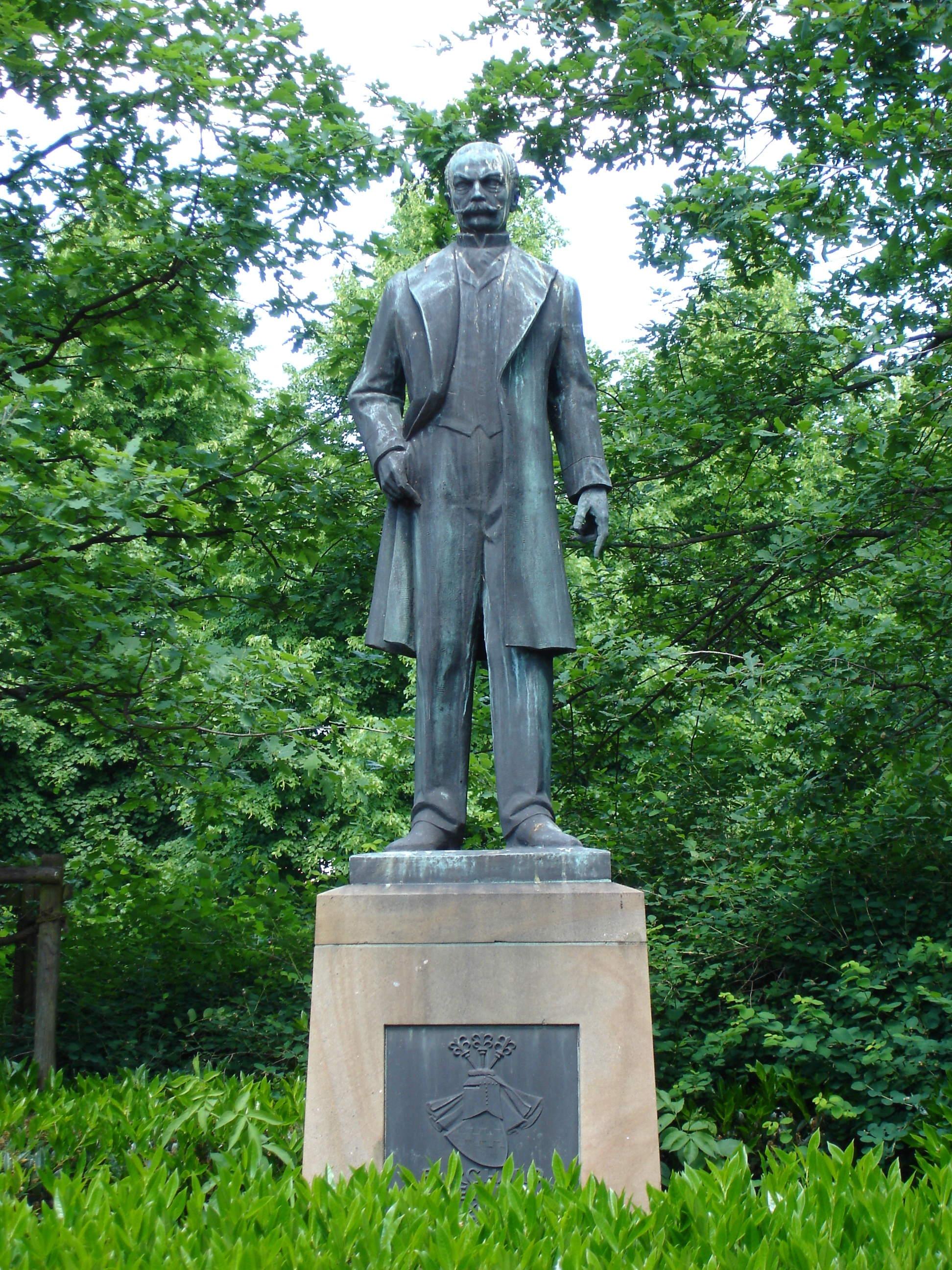
Burghard von Schorlemer-Alst
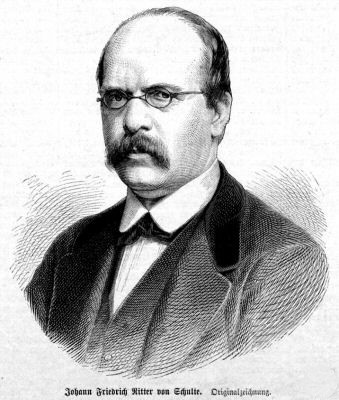
Johann Friedrich von Schulte

- Saro, Otto, Oberstaatsanwalt,
 WK Gumbinnen 3 (Insterburg, Gumbinnen), Deutschkonservativ
- Saucken-Tarputschen, Karl von, Gutsbesitzer,
 WK Berlin 3, Fortschrittspartei
- Saurma-Jeltsch, Gustav von, Herrschaftsbesitzer,
 WK Oppeln 8 (Ratibor), Zentrum
- Schaefler, Joseph, Pfarrer,
WK Oberpfalz 5 (Tirschenreuth), fraktionslos (Nachwahl 1879)
- Schaffrath, Wilhelm Michael, Justizrat,
 WK Sachsen 10 (Rosswein, Waldstein), Fortschrittspartei
- Schalscha, Alexander von, Rittergutsbesitzer,
 WK Oppeln 4 (Lublinitz, Tost-Gleiwitz), Zentrum
- Schauß, Friedrich von, Dr. jur., Rechtsanwalt,
 WK Oberfranken 1 (Hof), Nationalliberal
- Schenck, Eduard von, Rittergutsbesitzer,
 WK Magdeburg 1 (Gardelegen, Salzwedel), Deutsche Reichspartei
- Schenck, Friedrich von, Rittergutsbesitzer,
 WK Bromberg 3 (Kreis Bromberg), Deutschkonservativ
- Schenk, Eduard, Advokat,
 WK Köln 1 (Köln), Zentrum
- Schläger, Hermann, Publizist,
WK Kassel 1 (Rinteln, Hofgeismar), Nationalliberal (Nachwahl 1881)
- Schlieckmann, Albrecht von, Oberregierungsrat,
 WK Gumbinnen 1 (Tilsit, Niederung), Deutschkonservativ
- Schlieper, Heinrich, Fabrikinhaber,
 WK Arnsberg (Altena, Iserlohn), Nationalliberal
- Schlutow, Albert, Bankier,
 WK Stettin 4 (Stettin), Nationalliberal
- Schmalz, Hermann, Dr., Landrat,
 WK Gumbinnen 2 (Ragnitz, Pillkallen), Deutschkonservativ
- Schmid, Carl Josef, Rechtsanwalt,
 WK Württemberg 15 (Blaubeuren-Ehingen), Reichspartei
- Schmidt, Karl Heinrich, Appellationsgerichtsrat,
 WK Pfalz 4 (Zweibrücken-Pirmasens), Nationalliberal
- Schmiedel, Johann Theodor, Amtshauptmann,
 WK Sachsen 22 (Reichenbach, Falkenstein), Deutsche Reichspartei
- Schmitt-Batiston, Alfred, Gutsbesitzer,
 WK Elsaß-Lothringen 10 (Hagenau, Weißenburg), Elsaß-Lothringer
- Schneegans, Carl August, Direktor Elsässer Journal,
 WK Elsaß-Lothringen 11 (Zabern), Elsaß-Lothringer
- Schön, Anton Matthias, Rittergutsbesitzer,
 WK Frankfurt 8 (Sorau), Deutsche Reichspartei
- Schönborn-Wiesentheid, Friedrich Carl von, Standesherr,
WK Unterfranken 2 (Kitzingen), Zentrum
- Schöning, Wilhelm Ludwig August von, Landrat und Rittergutbesitzer,
 WK Stettin 5, Deutschkonservativ
- Schorlemer, Wilhelm von, Rittergutsbesitzer,
WK Trier 1 (Daun, Bitburg), Zentrum (Nachwahl 1880)
- Schorlemer-Alst, Burghard Freiherr von, Gutsbesitzer,
 WK Münster 1 (Tecklenburg, Steinfurt, Ahaus), Zentrum
- Schreiner, Philipp, Lehrer,
WK Mittelfranken 5 (Dinkelsbühl), Nationalliberal (Nachwahl 1880)
- Schroeder, Theodor, Rechtsanwalt,
 WK Arnsberg 8 (Brilon-Lippstadt), Zentrum
- Schroeder, Bernhard, Dr. jur., Privatmann und Schriftsteller,
 WK Hessen 2 (Friedberg, Büdingen, Vilbel), Nationalliberal
- Schulte, Johann Friedrich von, Professor Bonn,
 WK Düsseldorf 6 (Duisburg), Nationalliberal
- Schulze-Delitzsch, Hermann, Anwalt,
 WK Wiesbaden 2 (Wiesbaden, Rheingau), Fortschrittspartei
- Schwarz, Ludwig, Privatier,
 WK Württemberg 9 (Balingen), Fortschrittspartei
- Schwarze, Friedrich Oskar von, Dr. jur., Generalstaatsanwalt Sachsen,
 WK Sachsen 4 (Dresden rechts der Elbe), Deutsche Reichspartei
- Schwarzenberg, Philipp, Fabrikant,
WK Kassel 2 (Kassel, Melsungen), Fortschrittspartei (Nachwahl 1880)
- Schwendler, Carl von, Geheimrat zur Disposition,
 WK Weimar 1 (Weimar, Apolda), Hospitant der Deutschen Reichspartei
- Sczaniecki, Michael von, Rittergutsbesitzer,
 WK Marienwerder 4 (Thorn, Culm), Polnische Fraktion
- Senestrey, Karl, Bezirksgerichtsrat,
 WK Oberbayern 8 (Traunstein), Zentrum
- Servaes, August, Direktor,
WK Düsseldorf 6 (Duisburg), Nationalliberal (Nachwahl 1879)
- Seydewitz, Carl Friedrich von, Stadtgerichtsrat,
WK Merseburg 3 (Bitterfeld), Deutschkonservativ (Nachwahl 1880)
- Seydewitz, Otto Theodor von, Rittergutbesitzer,
 WK Liegnitz 10 (Rothenburg-Hoyerswerda), Deutschkonservativ
- Sierakowski, Adam von, Rittergutsbesitzer,
 WK Danzig 5, Polnische Fraktion
- Simonis, Jacob Ignatius, Superior Kloster Niederbronn,
 WK Elsaß-Lothringen 5 (Rappoltsweiler), Elsaß-Lothringer
- Simpson-Georgenburg, Georg William von, Rittergutsbesitzer,
 WK Gumbinnen 6, Deutschkonservativ
- Soden, Max von, Gutsbesitzer,
 WK Oberbayern 5 (Wasserburg), Zentrum
- Sommer, Friedrich, Dr., Rechtsanwalt,
 WK Sachsen-Weimar 2, Nationalliberal
- Sonnemann, Leopold, Zeitungseigentümer,
 WK Frankfurt am Main, Deutsche Volkspartei
- Sperber, Albert von, Rittergutsbesitzer,
WK Gumbinnen 2 (Ragnit, Pilkallen), Deutschkonservativ (Nachwahl 1879)
- Staelin, Julius, Fabrikant,
 WK Württemberg 7 (Calw), Deutsche Reichspartei
- Staudy, Ludwig von, Polizeipräsident Posen,
 WK Gumbinnen 5 (Angermund, Lötzen), Deutschkonservativ
- Schenk von Stauffenberg, Franz August Freiherr von, Gutsbesitzer,
 WK Braunschweig 3 (Holzminden, Gandersheim), Nationalliberal
- Stegemann, Louis Victor, Gutsbesitzer,
 WK Hannover 6 (Hoya, Verden), Nationalliberal
- Stellter, Otto, Rechtsanwalt,
 WK Königsberg 3 (Königsberg), Deutsche Reichspartei
- Stephani, Eduard, Dr. jur., Vizebürgermeister Leipzig,
 WK Sachsen 12 (Leipzig), Nationalliberal
- Stöckl, Albert, Professor Eichstätt,
 WK Mittelfranken 4 (Eichstätt), Zentrum
- Stötzel, Gerhard, Journalist,
 WK Düsseldorf 5 (Essen), Zentrum
- Stolberg-Stolberg, Friedrich Graf zu, Herrschaftsbesitzer,
 WK Oppeln 10 (Neustadt), Zentrum
- Stolberg-Wernigerode, Theodor zu, Rittergutsbesitzer,
 WK Marienwerder 8 (Deutsch-Krone), Deutschkonservativ
- Stolberg-Wernigerode, Udo zu, Fideikommissbesitzer,
 WK Königsberg 10 (Rastenburg), Deutschkonservativ
- Strecker, Eduard, Kreisgerichtsrat Worbis,
 WK Erfurt 2 (Heiligenstadt, Worbis), Zentrum
- Streit, Lothar Ottokar Wilhelm, Oberbürgermeister Zwickau,
 WK Sachsen 18 (Zwickau, Crimmitschau), Fortschrittspartei
- Struve, Gerhard, Oberamtmann,
 WK Frankfurt 4 (Lebus), Nationalliberal
- Stumm, Carl Ferdinand, Hüttenbesitzer,
 WK Trier 6 (Ottweiler-St. Wendel-Meisenheim), Deutsche Reichspartei
- Süs, Otto, Regierungsrat a. D.,
 WK Minden 1 (Minden, Lübecke), Deutsche Reichspartei

## T

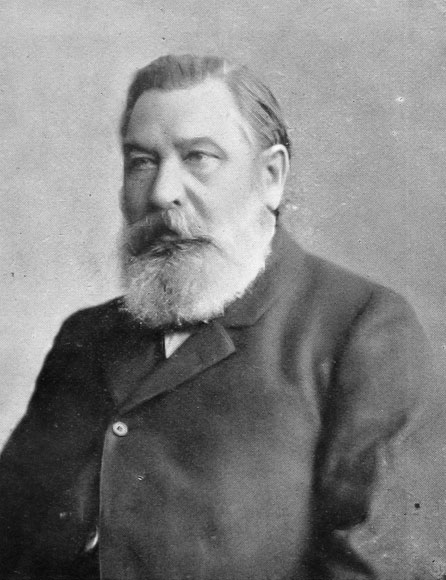
Heinrich von Treitschke
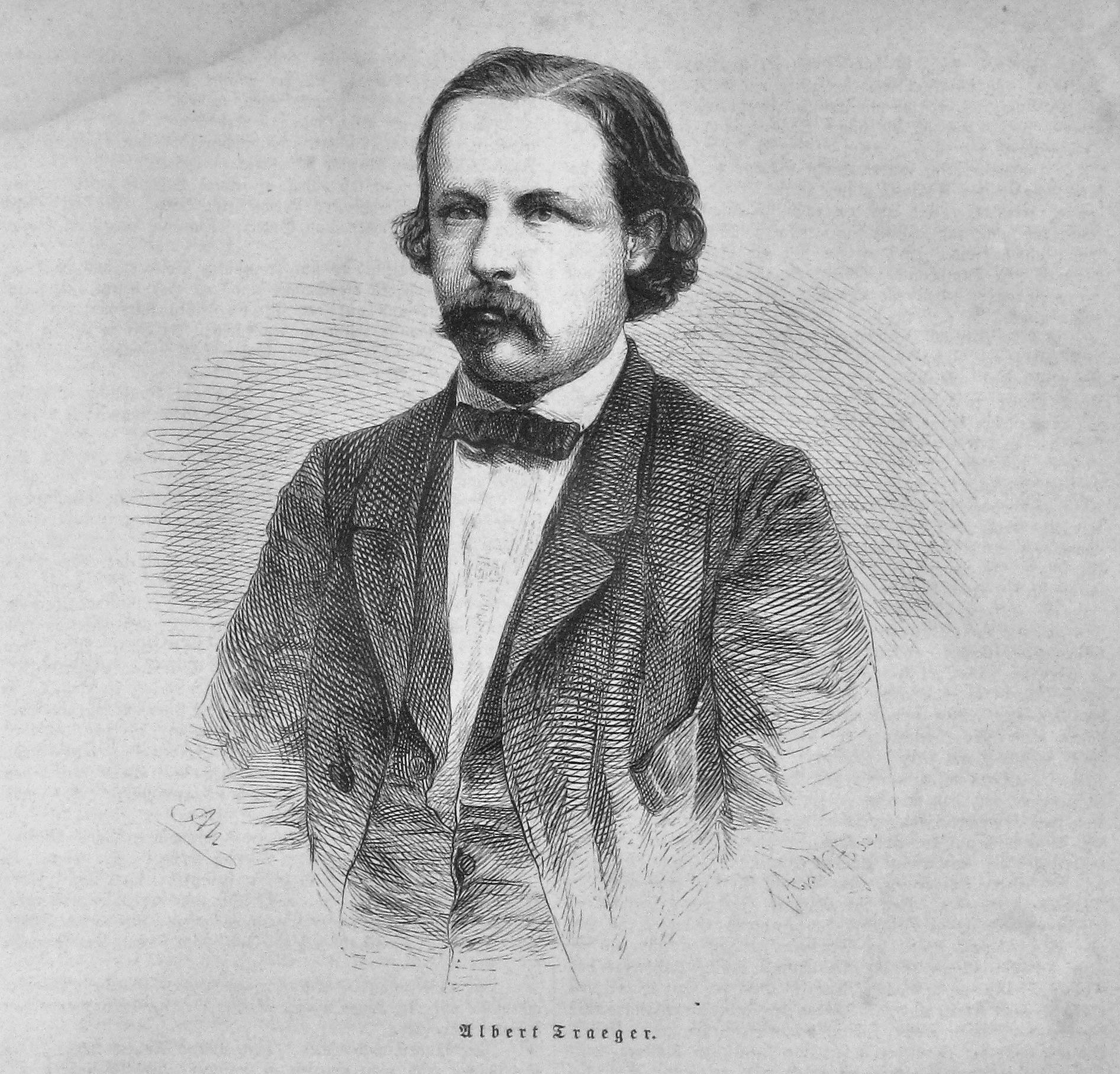
Albert Traeger

- Tettau, Alfred von, Fideikommissbesitzer,
 WK Königsberg 5 (Heiligenbeil, Preußisch Eylau), Deutschkonservativ
- ten Doornkaat Koolman, Jan, Geneverfabrikant,
 WK Hannover 1 (Emden, Leer, Norden), Nationalliberal
- Thilenius, Georg, Dr. med., Arzt in Soden,
 WK Wiesbaden 5 (Dillenburg), Nationalliberal
- Thilo, Carl Gustav, Kreisgerichtsdirektor,
 WK Merseburg 3 (Delitzsch, Bitterfeld), Deutsche Reichspartei
- Tölke, Karl, Rittergutsbesitzer,
WK Magdeburg 3 (Jerichow), Nationalliberal (Nachwahl 1879)
- Traeger, Albert, Rechtsanwalt,
WK Berlin 5, Fortschrittspartei (Nachwahl 1880)
- Trautmann, Wilhelm, Kreisrichter,
 WK Magdeburg 7 (Calbe, Aschersleben), Nationalliberal
- Treitschke, Heinrich von, Dr. phil., Professor Heidelberg,
 WK Koblenz 4 (Kreuznach-Simmern), Nationalliberal
- Triller, Johann Michael, Pfarrer,
 WK Oberpfalz 3 (Neumarkt), Zentrum
- Turno, Hippolyt von, Rittergutsbesitzer,
 WK Posen 1 (Posen), Polnische Fraktion

## U

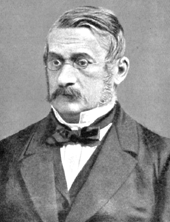
Hans Victor von Unruh

- Uhden, Otto, Oberamtmann und Rittergutbesitzer,
 WK Frankfurt 6 (Grossen-Züllichau), Deutschkonservativ
- Unruh, Hans Victor von, Baurat a. D.,
 WK Magdeburg 4 (Magdeburg), Nationalliberal
- Unruh-Bomst, Hans Wilhelm Freiherr von, Landrat und Rittergutbesitzer,
 WK Posen 3, Deutsche Reichspartei

## V

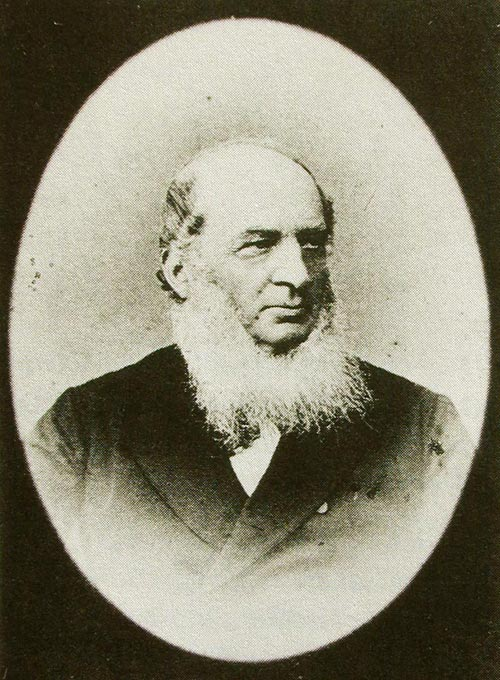
Karl von Varnbüler

- Vahlteich, Julius, Prokurist,
 WK Sachsen 15 (Mittweida, Frankenberg), Sozialdemokrat
- Varnbüler, Karl Freiherr von, Staatsminister Württemberg a. D.,
 WK Württemberg 2, Deutsche Reichspartei
- Virchow, Rudolf, Professor,
WK Berlin 2, Fortschrittspartei (Nachwahl 1880)
- Völk, Joseph, Dr. jur., Rechtsanwalt,
 WK Schwaben 6 (Immenstadt), Nationalliberal
- Vopel, Louis Wilhelm, Kaufmann,
 WK Sachsen 16 (Chemnitz), Nationalliberal
- Vowinckel, Ernst, Kaufmann,
 WK Düsseldorf 1 (Lennep, Mettmann), Deutsche Reichspartei

## W

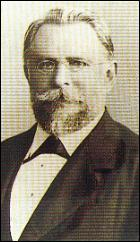
Friedrich Witte
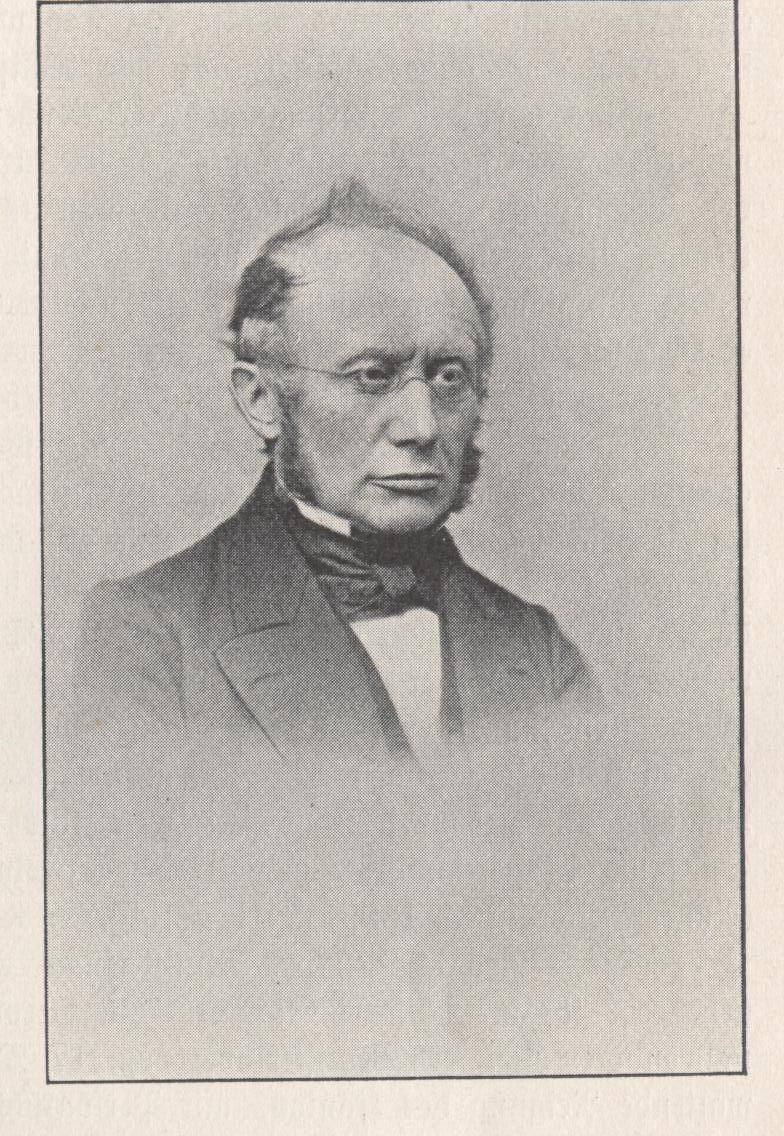
Ludwig Windthorst
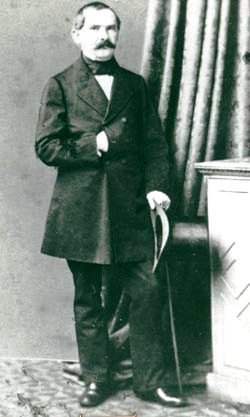
Leopold von Winter
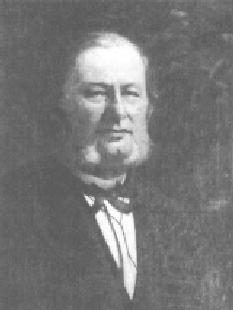
Isaac Wolfson

- Wachs, Hans Heinrich, Dr. med., Gutsbesitzer,
 WK Schleswig-Holstein 4 (Tonbern, Husum, Tönning), Nationalliberal
- Wackerbarth, Otto von, Rittergutsbesitzer,
WK Frankfurt 9 (Cottbus), Deutschkonservativ (Nachwahl 1879)
- Waenker von Dankenschweil, Otto, Dr. jur., Rechtsanwalt,
 WK Baden 5 (Freiburg), Zentrum
- Waldburg-Zeil-Trauchburg, Constantin, Privatier,
 WK Württemberg 17 (Ravensburg, Riedlingen), Zentrum
- Waldow und Reitzenstein, Carl von, Gutsbesitzer,
 WK Frankfurt 5 (Sternberg), Deutschkonservativ
- Weber, Max, Publizist,
WK Magdeburg 4 (Magdeburg Stadt), Nationalliberal (Nachwahl 1879)
- Wedell-Malchow, Friedrich von, Ritterschaftsdirektor,
 WK Potsdam 4 (Prenzlau, Angermünde), Deutschkonservativ
- Wehrenpfennig, Wilhelm, Dr. phil., Direktor literarisches Büro im Staatsministerium zur Disposition,
 WK Kassel 3 (Fritzlar-Homberg-Ziegenhain), Nationalliberal
- Weigel, Hermann, Dr. jur., Vizebürgermeister Kassel,
 WK Kassel 8 (Hanau), Nationalliberal
- Wendt, Carl Hubert Freiherr von, Rittergutsbesitzer,
 WK Minden 5 (Warburg, Höxter), Zentrum
- Werner, Heinrich, Kreisgerichtsdirektor,
 WK Liegnitz 6 (Liegnitz, Goldberg, Haynau), Nationalliberal
- Werner, Hermann von, Präsident württembergische Zentralstelle für Landwirtschaft,
 WK Württemberg 5 (Esslingen, Kirchheim, Nürtingen, Urach), Deutsche Reichspartei
- Westermayer, Anton, Stadtpfarrer,
 WK Oberbayern 2 (München II), Zentrum
- Westphal, August, Gutspächter,
WK Schleswig-Holstein 10 (Lauenburg), Nationalliberal (Nachwahl 1879)
- Wichmann, Rudolph, Rittergutsbesitzer,
 WK Königsberg 7 (Pr. Holland), Deutschkonservativ
- Wiemer, Philipp, Expedient,
 WK Sachsen 20 (Zschopau, Marienberg), Sozialdemokrat
- Wiggers, Julius, Dr., Professor em Rostock,
 WK Mecklenburg-Schwerin 6, fraktionslos liberal
- Wiggers, Moritz, Privatmann,
 WK Mecklenburg-Schwerin 3 (Parchim-Ludwigslust), Fortschrittspartei
- Windthorst, Ludwig, Staatsminister a. D.,
 WK Hannover 3 (Meppen-Lingen-Bentheim), Zentrum
- Winterer, Landolin, Pfarrer,
 WK Elsaß-Lothringen 2 (Tann), Elsaß-Lothringer
- Witte, Ernst, Oberappellationsgerichtsrat,
 WK Breslau 9 (Striegau, Schweidnitz), Nationalliberal
- Witte, Friedrich, Dr. phil., Kaufmann und Fabrikant,
 WK Mecklenburg 1 (Grevesmühlen, Hagenow), Nationalliberal
- Wittich, Ludwig von, General,
WK Frankfurt 2 (Landsberg), Deutschkonservativ (Nachwahl 1879)
- Woedtke, Carl von, Rittergutsbesitzer,
 WK Stettin 7 (Greifenberg-Cammin), Deutschkonservativ
- Wöllmer, Ferdinand, Hüttenwerksrepräsentant,
 WK Potsdam 10 (Teltow, Beeskow, Storkow, Charlottenburg), Fortschrittspartei
- Wolffson, Isaac, Dr. jur., Advokat Hamburg,
 WK Hamburg 3, Nationalliberal
- Wulfshein, Emanuel, Geheimer Oberregierungsrat a. D.
 WK Potsdam 7 (Potsdam, Osthavelland), Hospitant der Fortschrittspartei

## Z
- Zimmermann, Eduard, Dr. jur., Rechtsanwalt in Berlin und London,
 WK Berlin 5, Fortschrittspartei
- Zinn, Friedrich Karl August, Dr. med., Direktor Provinzial-Irrenanstalt Neustadt-Eberswalde,
 WK Pfalz 6 (Kaiserslautern, Kirchheimbolanden), fraktionslos liberal
- Zoltowski, Joseph von, Dr. jur., Rittergutbesitzer,
 WK Posen 4, Polnische Fraktion
- Zoltowski, Stefan von, Rittergutsbesitzer,
 WK Posen 8 (Wreschen, Pleschen), Polnische Fraktion
- Zu-Rhein, Ludwig Freiherr von, Gutsbesitzer,
 WK Unterfranken 6 (Würzburg), Zentrum